# Oscar Wilde
Oscar Fingal O'Flahertie Wills Wilde (Dublino, 16 ottobre 1854 – Parigi, 30 novembre 1900) è stato uno scrittore irlandese oltre che drammaturgo, giornalista, saggista, e critico letterario dell'età vittoriana, esponente del decadentismo e dell'estetismo britannico.

Firma di Oscar Wilde

Autore dalla scrittura apparentemente semplice e spontanea, ma sostanzialmente molto raffinata e incline alla ricerca del bon mot (della "battuta" di spirito), con uno stile talora sferzante e impertinente egli voleva risvegliare l'attenzione dei suoi lettori e invitarli alla riflessione. È noto soprattutto per l'uso frequente di aforismi e paradossi, per i quali è tuttora spesso citato.
Nato da famiglia irlandese, trasferitosi poi in Inghilterra, l'episodio più notevole della sua vita, di cui si trova ampia traccia nelle cronache del tempo, fu il processo e la condanna a due anni di lavori forzati per «gross public indecency», come era definita l'omosessualità dalla legge penale che codificava le regole, anche morali, riguardanti la sessualità. Wilde, già sposato, perse inoltre la possibilità di vedere i due figli. Dovette abbandonare la Gran Bretagna per l'Europa continentale; morì in Francia per meningoencefalite, dopo essersi convertito in punto di morte alla religione cattolica, a cui da tempo si sentiva più vicino.
Le sue opere, tra le quali – in particolare – i suoi testi teatrali, sono considerate dai critici dei capolavori del teatro dell'Ottocento.

## Biografia

### Origini e rapporto con i genitori
Oscar era figlio di due personaggi notevoli: il padre, Sir William, era un celebre oftalmologo irlandese, fondatore di un ospedale a Dublino (il St Mark) e autore di diversi trattati medici ritenuti validi per molto tempo. Fra i suoi pazienti, a partire dal 1863, poté annoverare il re Oscar I di Svezia e la regina Vittoria d'Inghilterra, di cui divenne oculista personale. Sir William scrisse anche libri di archeologia e di folclore.

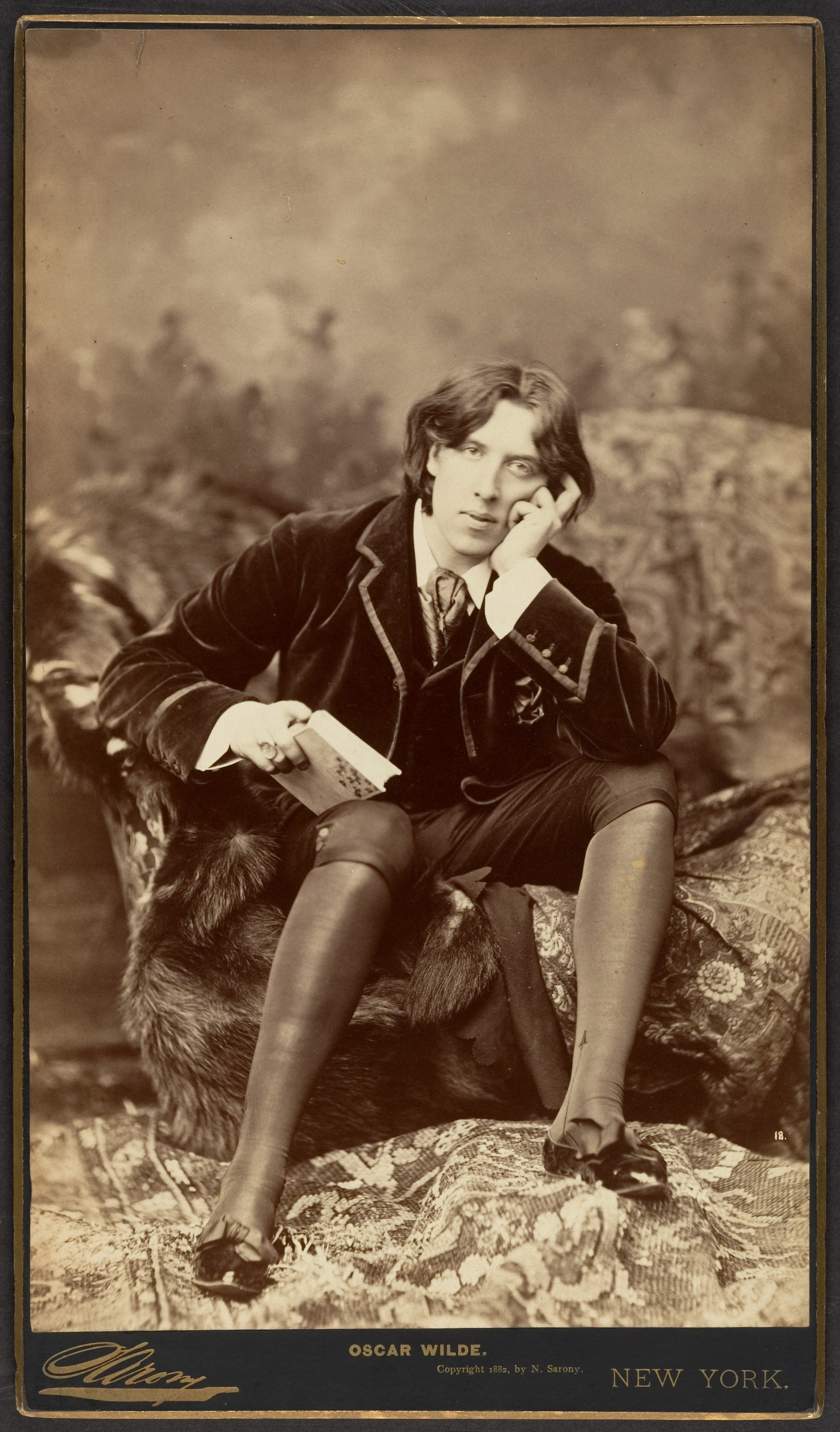
Oscar Wilde in una foto di Napoleon Sarony (1882)

La passione per le donne sciupò la sua fama di medico e scienziato: fu infatti accusato di stupro ai danni di una ragazza diciannovenne, Mary Travers. Il processo che ne seguì, quasi un preannuncio di quello che in seguito subirà il figlio Oscar, che all'epoca dei fatti aveva otto anni, si risolse con una condanna al risarcimento dei danni per una somma di 2.000 sterline (dell'epoca).
La madre, Jane Francesca Elgee, era una poetessa irlandese di remote origini inglesi e d'ispirazione byroniana, conosciuta sotto lo pseudonimo di "Speranza" (in italiano), che derivava dal suo motto "Fidanza, speranza, costanza". La poetessa affermava di discendere da una nobile famiglia toscana, circostanza poco probabile. Proprio come il figlio, la madre tendeva a nascondere la sua vera età, che venne però ricavata dalla sua richiesta di finanziamento alla "Royal Literary Fund" nel 1888.
La donna, dal carattere ribelle, sostenne la causa dell'irredentismo irlandese, mentre la sua passione per il confronto e la critica letteraria la condusse alla fondazione di un salotto culturale a Dublino e in seguito anche di uno a Londra. Era un'abile conversatrice e i suoi ricevimenti erano avvenimenti importanti per la società dublinese.
Oscar Wilde aveva poco in comune con il padre, molto invece con la madre, cui somigliava nell'aspetto, nella voce, nelle eccentricità e nella passione per la letteratura. Dalla madre aveva ereditato anche piccoli vezzi, come l'abitudine a nascondere la sua vera età. In occasione dei compleanni era solito scherzare e vestirsi in gramaglie, affermando di sentirsi in lutto per la morte di un altro dei suoi anni. Oscar aveva in comune con il padre l'abilità oratoria e la scarsa considerazione per l'opinione pubblica.
Quando il padre scrisse un libro, Lough Corrib, che narrava le spinose vicende del processo subito, Oscar si vantò di aver ereditato dal padre un nome famoso. La madre, che aveva sperato nella nascita di una femmina, in seguito espresse più volte il desiderio di vedere il figlio maschio inatteso percorrere una carriera da parlamentare.
La coppia ebbe tre figli: il maggiore, William Robert Kingsbury Wills Wilde (nato il 26 settembre 1852), il secondogenito, Oscar, il cui nome completo era Oscar Fingal O'Flahertie Wills Wilde, e la minore, Isola Francesca Emily Wilde (nata il 2 aprile 1857). Nella scelta del nome per Oscar e i fratelli sua madre volle riferirsi a vari elementi:
- Oscar, secondo la mitologia irlandese, era il nome del figlio di Oisin (l'Ossian dei Poemi) nato nella terra dell'eterna giovinezza, da ciò l'augurio di rimanere sempre giovane;
- Kingsbury, in omaggio alla famiglia della madre;
- O'Flahertie, dall'antica parentela della nonna paterna.

È anche probabile che il nome sia un omaggio all'illustre paziente del padre, re Oscar I.
Wilde aveva anche un fratellastro e due sorellastre, figli illegittimi di cui due riconosciute, nati dalle relazioni extraconiugali del padre: Henry Wilson, Emily Wilde e Mary Wilde.

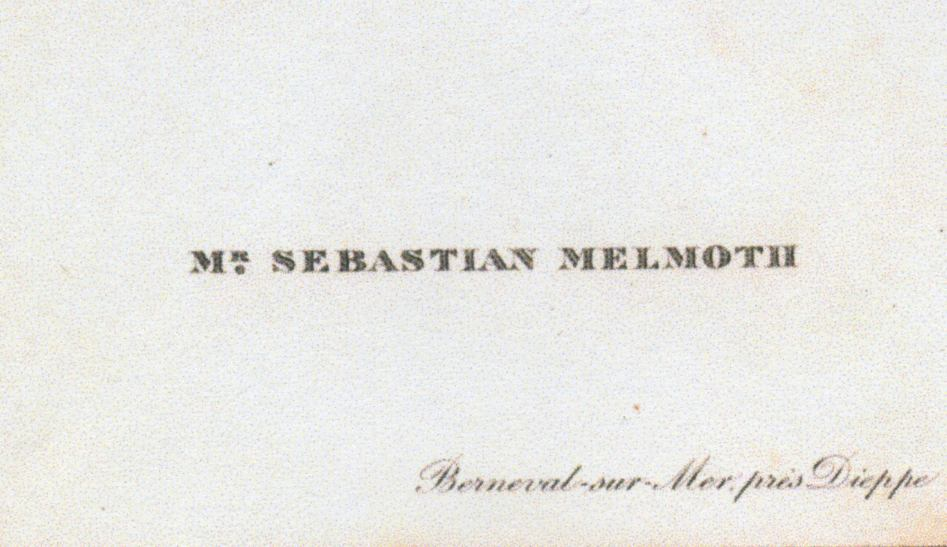
Carta da visita di Oscar Wilde sotto lo pseudonimo di Sebastian Melmoth.

Oscar cambiò spesso la sua firma e il modo con cui si faceva chiamare; all'università, ad esempio, scelse il nome di Wills Wilde.
Uscito di prigione adotterà il nome Sebastian Melmoth, protagonista del romanzo Melmoth the Wanderer, scritto dal prozio materno Charles Robert Maturin, mentre il nome deriva dalla nota leggenda di san Sebastiano come icona omosessuale.
A chi sosteneva che il cognome irlandese preceduto da "Mac" fosse più importante di quello con "O'", Oscar affermava che tra le famiglie di nobili origini vi erano anche gli "O' Wilde".
Nel corso della vita utilizzò anche altre firme:
- O.FO.F.W.W., in occasione delle collaborazioni con la rivista Kottabos (negli anni del College);
- C.3.3., firma inventata durante la prigionia;[N 13]
- Sant'Oscar di Oxford, elaborata poco prima della morte.[20]

Non gradiva che qualcuno gli facesse notare che il suo nome in realtà fosse solamente Oscar Wilde o, peggio ancora, solo Oscar. In seguito venne chiamato anche "Grey Crow" (corvo grigio). La moglie Constance amava chiamarlo Oscàr, alla francese.

### L'infanzia
Oscar nacque il 16 ottobre del 1854 a Dublino, in Irlanda (all'epoca nazione costitutiva del Regno Unito), in una casa di modeste condizioni al numero civico 21 di Westland Row, in un periodo di momentanea indigenza della famiglia, che poco dopo ebbe modo di trasferirsi in una casa più ricca, nel quartiere dublinese di Merrion Square, dove dichiarò che lì era nato; fu battezzato il 1º aprile 1855: per l'occasione la madre chiese a Sir William Rowan Hamilton, che rifiutò, di fargli da padrino.
Del suo battesimo, forse fonte di ispirazione dell'opera The Importance of Being Earnest, e dei suoi primi anni di incontro con la fede cattolica, lo stesso Oscar ammetterà in seguito di non avere alcun ricordo. Poche sono le notizie certe dei suoi primi anni di vita: una volta giocando con suo fratello si ruppe un braccio e un'altra volta fuggì di casa; è noto anche che gli piacesse pescare.
Fra le amicizie di gioventù si annovera quella con Edward Carson, che Oscar conobbe d'estate sulle spiagge di Dungarvan, e che divenne in seguito famoso per essere colui a cui si attribuisce la divisione del regno dell'Irlanda.
Un esempio del carattere di Wilde bambino si trova nel seguente aneddoto: insieme con il fratello era stato affidato a una bambinaia. Durante la momentanea assenza di quest'ultima, i vestiti e indumenti dei bambini, che erano davanti al camino per asciugarsi, presero fuoco. Di fronte a tale episodio applaudì divertito, mentre il fratello gridava spaventato. Dopo che la donna ebbe spento le fiamme, Oscar pianse perché l'interessante spettacolo era finito.

### Studi

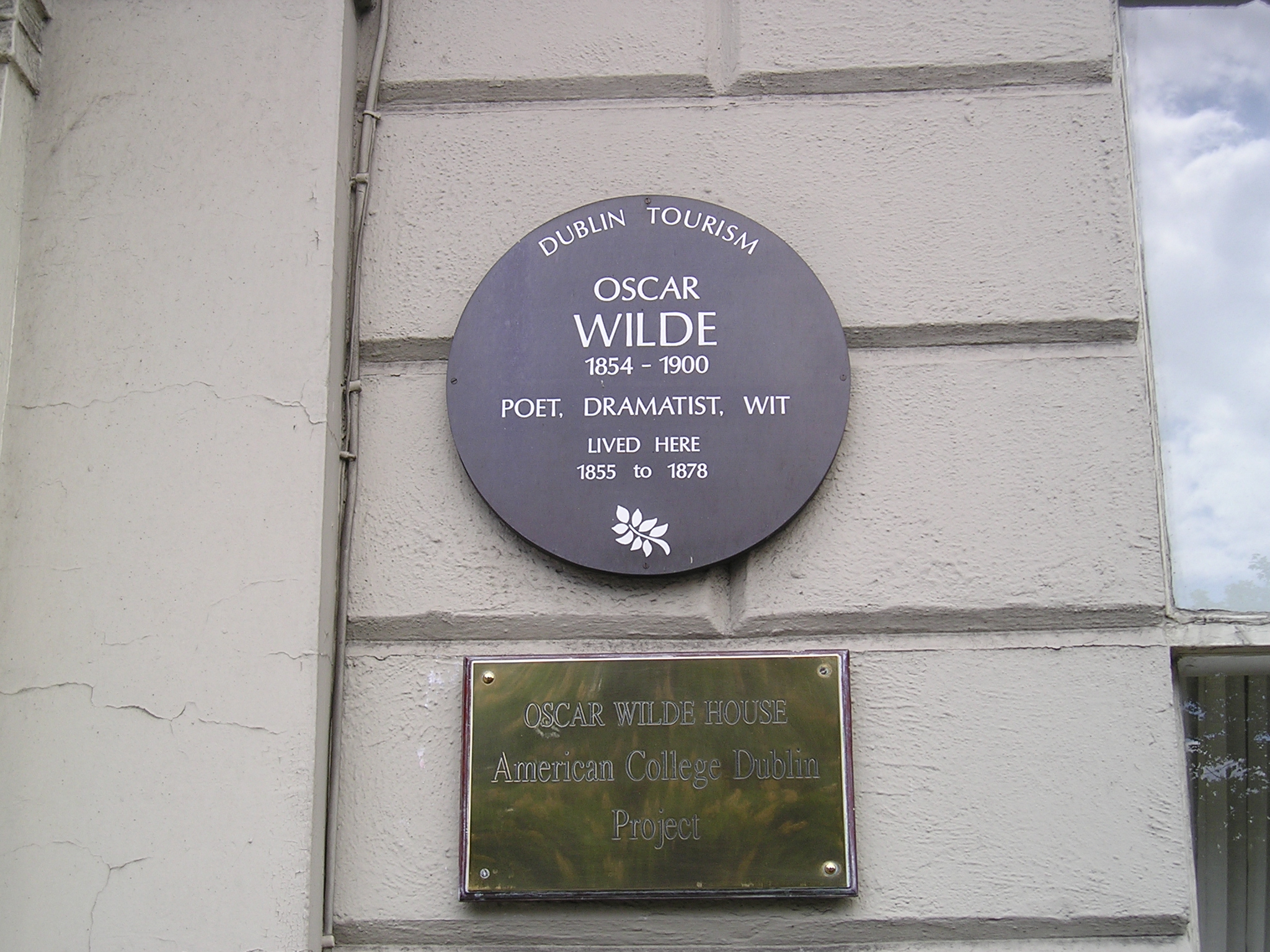
Iscrizioni che ricordano la casa dove soggiornò lo scrittore Oscar Wilde a Dublino tra il 1855 e il 1878.

Oscar Wilde fu educato tra le mura domestiche fino all'età di nove anni; in seguito, dal 1864 al 1871, studiò alla Portora Royal School a Enniskillen (contea di Fermanagh), seguendo le orme di suo fratello maggiore. Dal 1871 al 1874 frequentò il Trinity College di Dublino dove, per i suoi lodevoli studi sui lirici greci (si vantò a lungo dell'esame sui "Frammenti dei poeti comici greci di Meineke") vinse la Berkeley Gold Medal, il premio più prestigioso della scuola. Nel 1873, per il profitto ottenuto, conseguì una borsa di studio, riuscendo a vincerne un'altra nel 1874 per la frequenza alle lezioni in materie classiche che ebbe modo di seguire al Magdalen College di Oxford. Gli anni trascorsi all'università di Oxford, dove studiò con passione i classici greci, vennero in seguito paragonati da Wilde a un fiore rispetto al resto della sua vita. Durante i suoi studi a Oxford fu iniziato alla Massoneria nella Apollo University Lodge, nella quale divenne Maestro massone e dalla quale fu in seguito escluso per mancato pagamento delle quote annuali di appartenenza.

#### I viaggi

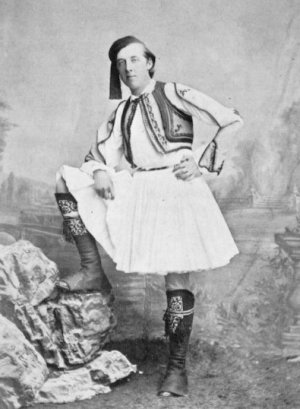
Wilde ai tempi del viaggio in Grecia, in costume del luogo.

Durante il periodo degli studi universitari, nell'estate del 1875, ritenne importante che non mancasse alla sua formazione culturale la conoscenza dei luoghi dell'arte e della cultura classica italiana. Compì dunque un viaggio in Italia in compagnia di William Goulding e del reverendo John Pentland Mahaffy, suo tutore in anni passati, famoso per il suo pensiero conservatore che non sempre condividerà le idee di Wilde. Per le sue spese eccessive, non poté visitare tutte le città che si era ripromesso e dovette tornare all'università dove fece infuriare con le sue parole sprezzanti, durante l'esame di teologia, il reverendo William Archibald Spooner, già infastidito dal suo ritardo.
Nel 1876 morì il padre. In quegli stessi anni (1876-1879) Oscar riuscì a pubblicare sette liriche e tredici poesie. L'anno successivo, nelle vacanze primaverili, partì di nuovo per l'Italia in compagnia dei suoi vecchi amici, a cui si aggiunse George Macmillan.
Dopo un altro avventuroso viaggio in Grecia, giunse infine a Roma, dove fu ricevuto da Papa Pio IX a cui Wilde dedicò un sonetto. Rese anche omaggio alla tomba di John Keats, il suo poeta preferito, al cimitero acattolico; scorto il manto erboso sul quale poggiava la sua tomba si inginocchiò con immensa devozione. Da quest'incontro di anime affini - anche Wilde, come Keats, era animato da un profondo culto della bellezza - nacque il sonetto The Grave of Keats (1881).
Per via della lunga vacanza arrivò ancora una volta in ritardo al college, per cui venne sospeso dagli studi; gli si vietò la residenza nel campus per il periodo del trimestre rimasto, e fu perfino privato di tutti i benefici.
Wilde a quei tempi si riteneva in condizioni di povertà che attribuiva all'impossibilità di un suo matrimonio con Florence Balcombe, la quale avrebbe risolto i suoi problemi economici. In realtà le sue difficoltà dipendevano dal tenore di vita eccessivamente dispendioso. Cercò quindi conforto e risorse presso sua madre che rifiutò di aiutarlo, sostenendo che per l'eredità ricevuta avrebbe potuto vivere in tranquillità per diversi anni. Per due volte dovette presentarsi al tribunale per pagare dei debiti. Il 13 giugno 1877 morì Henry Wilson, suo fratellastro dal quale Oscar si aspettava una cospicua eredità, ma rimase deluso: ebbe la somma di 100 sterline (circa 9000 sterline di oggi) e la parte dell'abitazione di Illaunroe (i due erano comproprietari), ma solo a patto che per almeno 5 anni non si convertisse al cattolicesimo.

#### La relazione con Walter Pater

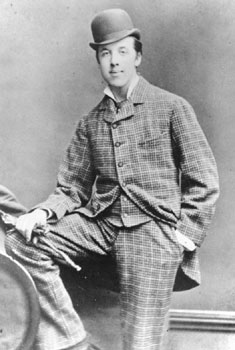
Wilde nel 1876.

In quel periodo Oscar scrisse per il Dublin University Magazine non senza avere alcuni piccoli screzi con il direttore, Keningale Cook. Inviò una copia dell'articolo pubblicato a Walter Pater che lo volle conoscere. In seguito, quando Wilde continuò lo scambio di lettere inserendovi dei sonetti, Pater gli chiese di cimentarsi nella prosa, che egli riteneva compito ben più arduo.
Durante i primi incontri fra i due, il comportamento di Oscar fece preoccupare il suo amico Bodley che riferiva che Hardinge, suo conoscente, riceveva lettere da Pater che facevano così sospettare una possibile relazione amorosa fra i due. Erano già noti i comportamenti di Pater, che amava circondarsi di giovani ragazzi di aspetto femmineo. Di lui Oscar penserà che avesse paura della cattiva fama e disse che era solito parlare a voce tanto bassa che più che ascoltarlo bisognava origliarlo. Oscar comunque gli mostrò sempre reverenza chiamandolo nelle lettere "grande maestro".

#### La fine dell'università
Nel giugno del 1878 Oscar si presentò per il Final Schools, dove consegnò il compito mezz'ora prima dello scadere del tempo assegnato. La commissione, composta dall'oratore ufficiale, dal docente di poesia e da altri tre membri della congregazione, l'11 giugno dichiarò vincitore Oscar Wilde che aveva ancora l'esame di teologia da superare, sostenuto poi con buon esito a novembre. A Oxford, vinse per la poesia Ravenna anche l'Oxford Newdigate Prize, prestigioso riconoscimento già assegnato a insigni letterati come Ruskin e Matthew Arnold. A seguito di tale successo, nell'albo della scuola vennero scritte a caratteri d'oro le sue iniziali, che furono cancellate dopo il processo e la condanna. Solo molto tempo dopo vennero nuovamente inserite.

### Dopo gli studi

#### Alla ricerca di una borsa di studio
Ricevuto il diploma di Bachelor of Arts, Wilde tornò da Oxford a Londra dove si mise alla ricerca di ulteriori sostentamenti economici. Fece domanda al Trinity per ottenere una fellowship (borsa di studio) ma durante la prova scritta Oscar notò che le domande erano poste in maniera poco corretta. Forse anche per queste sue contestazioni venne bocciato.
Wilde non voleva cercare un'ereditiera da sposare, come gli consigliava la madre, cosa che invece suo fratello cercò di fare invano. Willie infatti era troppo frettoloso: volle fidanzarsi con una facoltosa ereditiera solo poche ore dopo averla conosciuta e, inoltre, le chiese anche di mantenere il più stretto riserbo. La donna poco convinta del suo amore naturalmente lo rifiutò. Wilde intanto si dedicava allo studio dell'archeologia e alla ricerca di una borsa di studio.
Aiutato da Frank Benson riuscì a portare in scena la rappresentazione teatrale dell'Agamennone di Eschilo il 3 giugno 1880. Egli affermò di essere stato di grande aiuto per la rappresentazione, elargendo consigli e istruzioni. Tale versione non trova riscontro nei commenti di Benson. Il 4 settembre 1879 Wilde, in anonimato, scrisse per l'Athenaeum una serie di articoli di recensioni di voci dell'Enciclopedia Britannica, con la collaborazione di Richard Claverhouse Jebb con cui Wilde non concordava su molti punti.
Oscar continuava intanto a stupire la gente con le sue stravaganze: una volta l'attrice Louise Jopling lo incontrò con un serpente attorcigliato al collo. Egli sapeva rispondere a tono a ogni offesa a lui rivolta, come la volta in cui uno spettatore lo apostrofò in modo offensivo: a questi Wilde rispose sereno: «È incredibile come sia semplice farsi conoscere a Londra». Certo Oscar si compiaceva di essere noto affermando, con falsa modestia, di quanto fosse stato facile diventarlo.

#### La casa

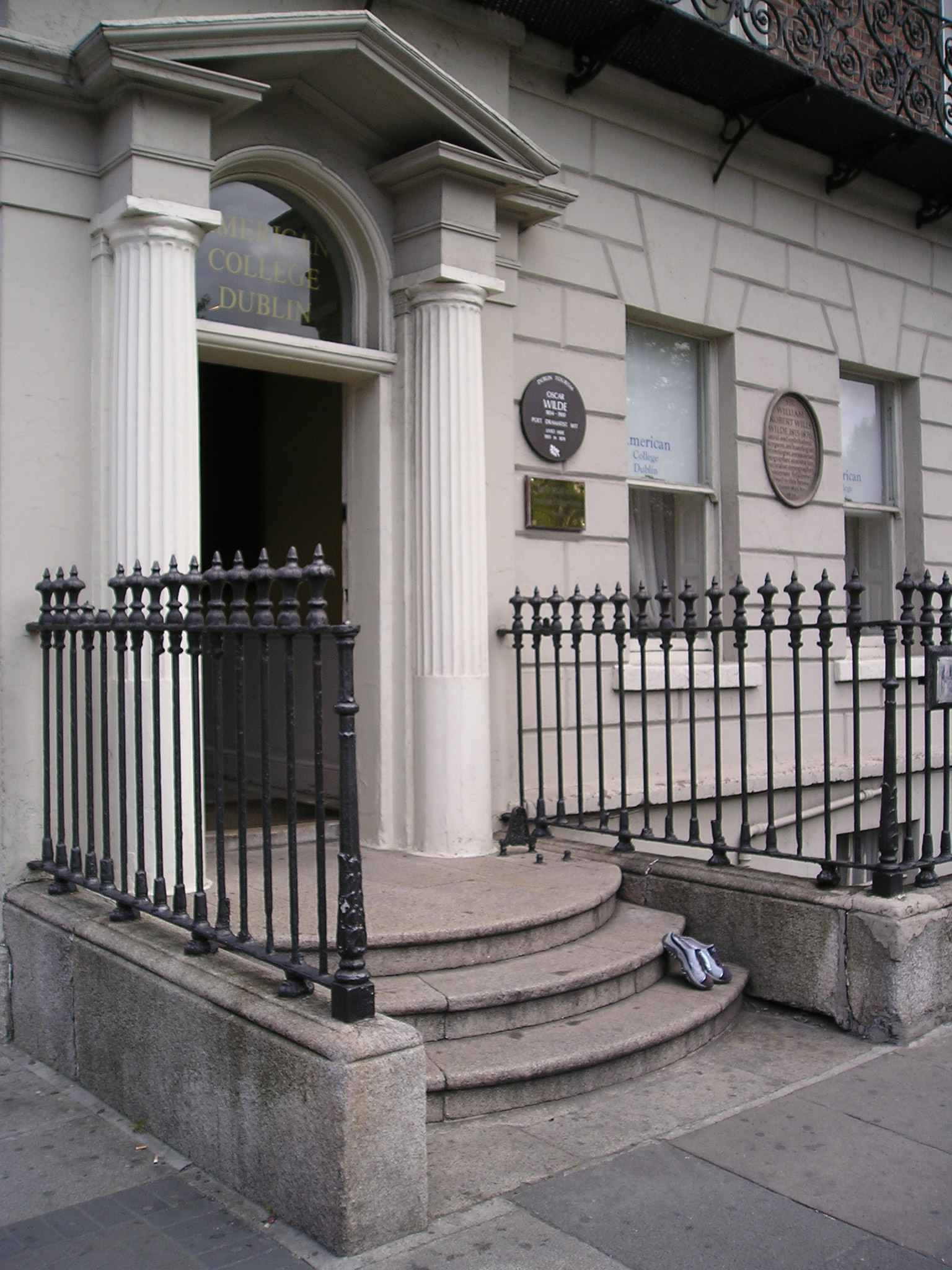
Una delle prime case dove abitò Oscar Wilde a Dublino tra il 1855 e il 1878. In seguito cambierà molte volte residenza e città, finendo a Londra, prima vicino al Tamigi, poi a Chelsea.

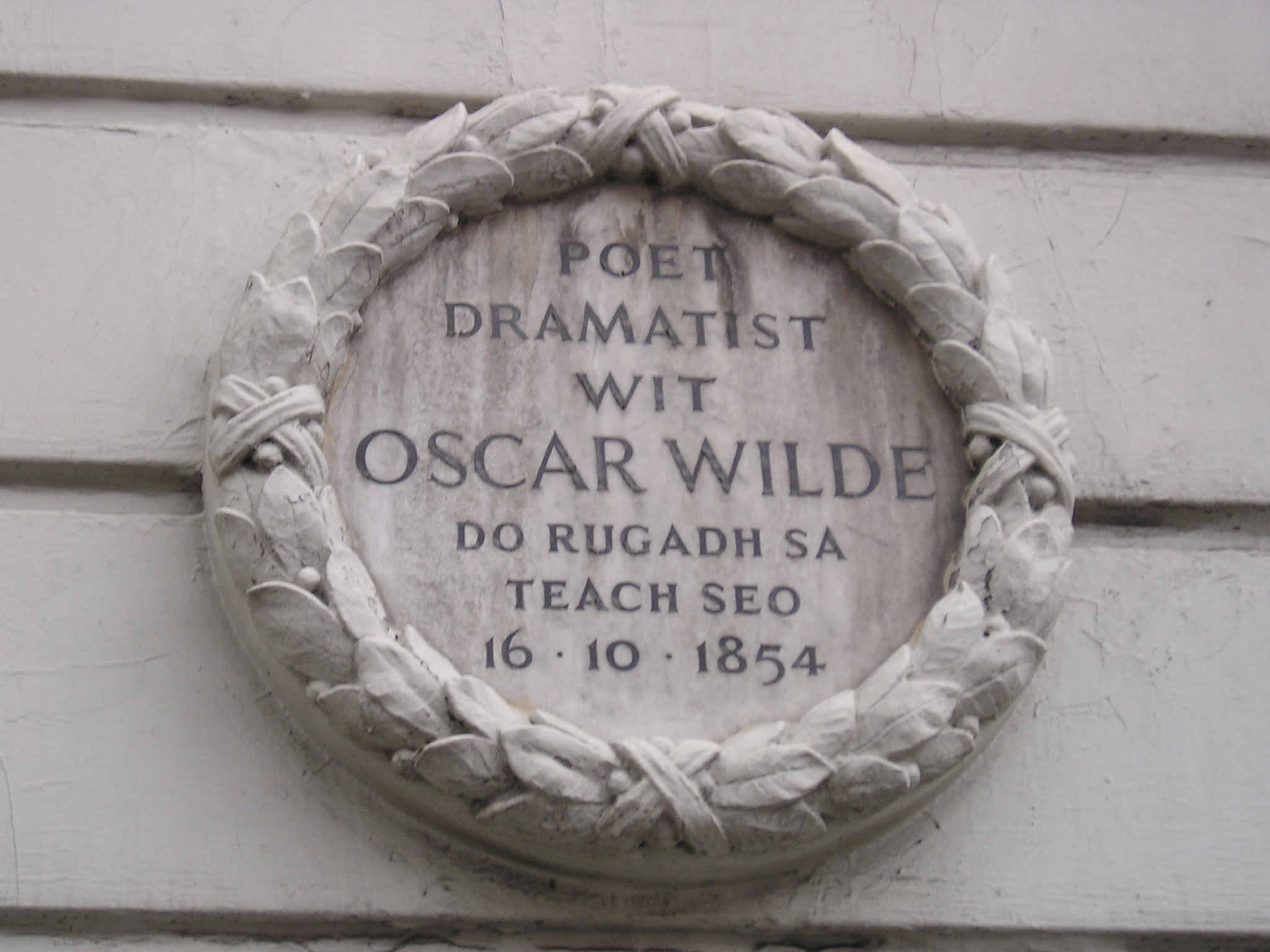
Stele memoriale sulla casa di Wilde.

Wilde decise di vendere le case di Bray ricavandone 2.800 sterline e, sperando nella stessa fortuna avuta da Shakespeare che abitando a Londra aveva acquistato quella fama che prima non aveva, riuscì a trovare agli inizi del 1879 una casa al numero 13 di Salisbury Street, da abitare insieme con il suo amico Frank Miles.
L'abitazione, che era trasandata, vecchia e buia, agli occhi di Oscar aveva un'atmosfera romantica e la chiamò la "Casa del Tamigi", per il fiume che si poteva vedere affacciandosi alle sue finestre. L'edificio era composto da tre piani, a Oscar fu assegnato il secondo e sistemò i suoi libri al primo. Decorò la parte da lui abitata di gigli, porcellane cinesi e pannelli bianchi. Facevano bella mostra di sé nelle stanze anche statuette di Tanagra, tappeti greci, un dipinto di Edward Poynter che ritraeva Lillie Langtry e mobili costosi. Wilde nel corso della sua vita cambiò spesso residenza abitando anche a Tite Street e a Chelsea.

#### Prime opere e viaggi

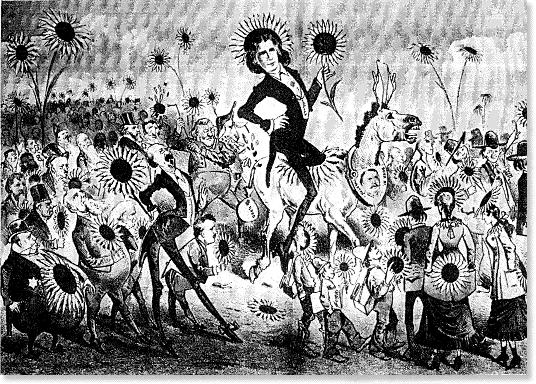
Scena tratta dal cartone di Keller da the Wasp of San Francisco depicting Oscar Wilde, in occasione della sua visita nel 1882.

Dopo aver passato un po' di tempo con la madre, Wilde trovò una nuova residenza al terzo piano di Charles Street, che si trovava vicino a Grosvenor Square. Dalla metà degli anni ottanta, divenne collaboratore fisso per il Pall Mall Gazette gestendo come autore anonimo una rubrica dal titolo The Poet's Corner, per le recensioni di nuovi libri di poesie appena pubblicati.
Il 7 maggio del 1879 il fratello Willie e sua madre lo raggiunsero a Londra, andando ad abitare al 146 di Oakley Street (Chelsea). Lady Wilde aprì un salotto culturale che divenne tanto noto da attirare l'attenzione del principe del Galles che disse «Non conosco il signor Wilde, e non conoscere il signor Wilde significa non essere conosciuti».
Nel 1881, in occasione della pubblicazione del volume intitolato Poems (Poesie), Wilde, che ne aveva inviata una copia alla biblioteca dell'Oxford Union, fu amareggiato dalla recensione di Oliver Elton e Henry Newbolt che lo accusavano di immoralità, inconsistenza e plagio, tanto che il suo libro fu respinto dalla biblioteca Le accuse di immoralità divennero più frequenti: il padre del suo amico Frank Miles, che coabitava con Oscar, ingiunse al figlio di rompere il loro rapporto.
Intanto la fama di Oscar arrivò negli USA dove un impresario teatrale, Richard D'Oyly Carte, propose a Wilde un giro di conferenze negli USA, con l'intenzione di mostrare da vicino al pubblico quegli esteti che furoreggiavano in Europa. Il soggiorno fu segnato da inimicizie e inconvenienti sino al punto che Oscar rischiò di finire in prigione, così che quando decise di tornare in Europa i giornali definirono la sua avventura statunitense un fallimento.

### Il matrimonio
Il pensiero di Oscar Wilde sulle donne tradite in amore lo espresse in occasione di una sua passeggiata in compagnia di Sherard per le vie di Parigi. Egli aveva notato come in Francia avessero quella che lui considerava una brutta abitudine, quella, cioè, di amare troppo le donne: questo portava inevitabilmente al tradimento con altre donne che, quelli, amavano fortemente allo stesso modo. In Inghilterra questo invece non accadeva, perché gli inglesi non amavano eccessivamente le donne.
Celebre a tal proposito fu il suo commento a un aneddoto che riguardava il suo amico Ernest La Jeunesse: per eliminare ogni dubbio sulla sua ipotetica impotenza egli aveva sedotto la moglie di colui che lo aveva offeso. «La più grande risposta della storia» disse Wilde.

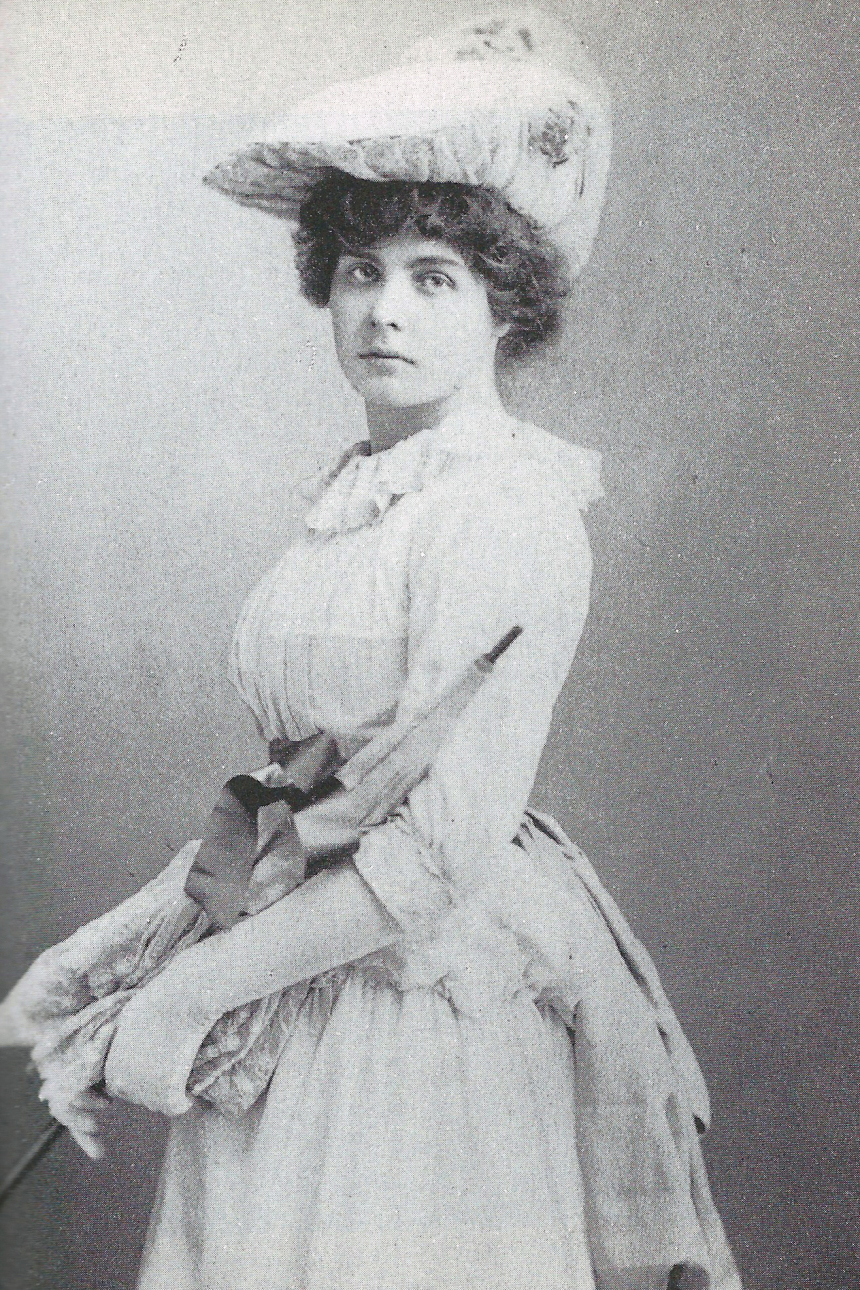
Constance Lloyd, la moglie di Oscar Wilde.

Wilde decise di soggiornare in Francia, a Parigi, dove si sistemò con l'aiuto di Robert Harborough Sherard. Lui e Wilde si incontrarono quasi ogni giorno salutandosi con baci sulle labbra, fatto che alimentò i pettegolezzi su di loro. A Parigi si dedicò al lavoro, anche se amava scherzarci sopra con Sherard: infatti una volta disse che per tutta una mattina era riuscito soltanto a levare una virgola da una sua poesia e che nel pomeriggio l'aveva rimessa.
Oscar decise di cambiare il suo modo di presentarsi e adottò una nuova acconciatura che imitava quella degli imperatori romani: capelli molto corti con piccoli riccioli. Per il suo nuovo taglio di capelli, come modello portò dal barbiere un busto forse di Nerone, o forse di Antinoo. Ma non mancarono malignità al riguardo. Alcuni insinuarono che i suoi capelli erano diventati ricci come i suoi denti.

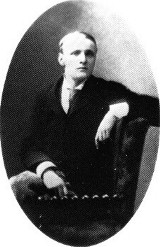
Robert Harborough Sherard, uno dei più grandi amici di Oscar Wilde, che curò diverse biografie sullo scrittore.

Tornato a Londra, Wilde fu molto compiaciuto che nessuno più lo riconoscesse e che tutti concordassero che ora dimostrava meno anni di quelli che realmente aveva. Era tanto cambiato al punto che fu vittima di una nuova satira di Punch che finse di mettere in vendita girasoli, gigli, vecchie piume e parrucche, insomma tutte le vecchie caratteristiche di Wilde. Wilde cominciò a progettare di sposarsi sia per sfuggire ai moralisti, sia per salvarsi dagli usurai.
Nel maggio del 1881 accompagnò sua madre a casa di loro amici e qui conobbe Constance Lloyd, una ragazza di cinque anni più giovane di lui, che possedeva una rendita di circa 1.000 sterline l’anno. La giovane era in grado di leggere Dante in italiano al punto da impressionare talmente tanto Oscar, che appena usciti di casa disse a sua madre che pensava di sposarla. Del loro primo incontro avvenuto il 6 giugno 1881, ne parlò sia con il nonno sia con il fratello, affermando che gli erano piaciuti la sua naturalezza e il fatto che, dialogandoci, dava l'impressione di essere di un livello culturale superiore alla media.
Per risollevarsi economicamente, in attesa della prima statunitense di Vera, accettò un piccolo giro di conferenze che incominciò da Londra dove raccontò, fra le altre cose, il suo viaggio americano. Narrò di come all'inizio, nel Texas, lo chiamassero capitano e alla fine, nel Messico, generale, e che si sentì offeso solo quando fu chiamato professore. Aspro fu un articolo a tre colonne di Labouchere, che annunciava il declino di Wilde; il quale rispose osservando che se per annunciare il fallimento si scriveva un articolo a tre colonne non esisteva alcuna differenza fra la fama e l'oblio.
Il 2 agosto del 1883, per assistere alla rappresentazione della sua tragedia, Wilde si recò per poco tempo negli USA compiendo un viaggio dove si rise di lui e con lui. Tornato in Europa riprese il suo giro di conferenze. Durante i due incontri che tenne a Dublino incontrò nuovamente Constance, con la quale si fidanzò il 25 novembre. Dopo alcuni dissidi con i parenti di lei e lettere di auguri da parte dei suoi congiunti, ebbe molte difficoltà a saldare i debiti non riuscendoci in tempo né per il matrimonio né per arredare la casa.

#### La vita coniugale

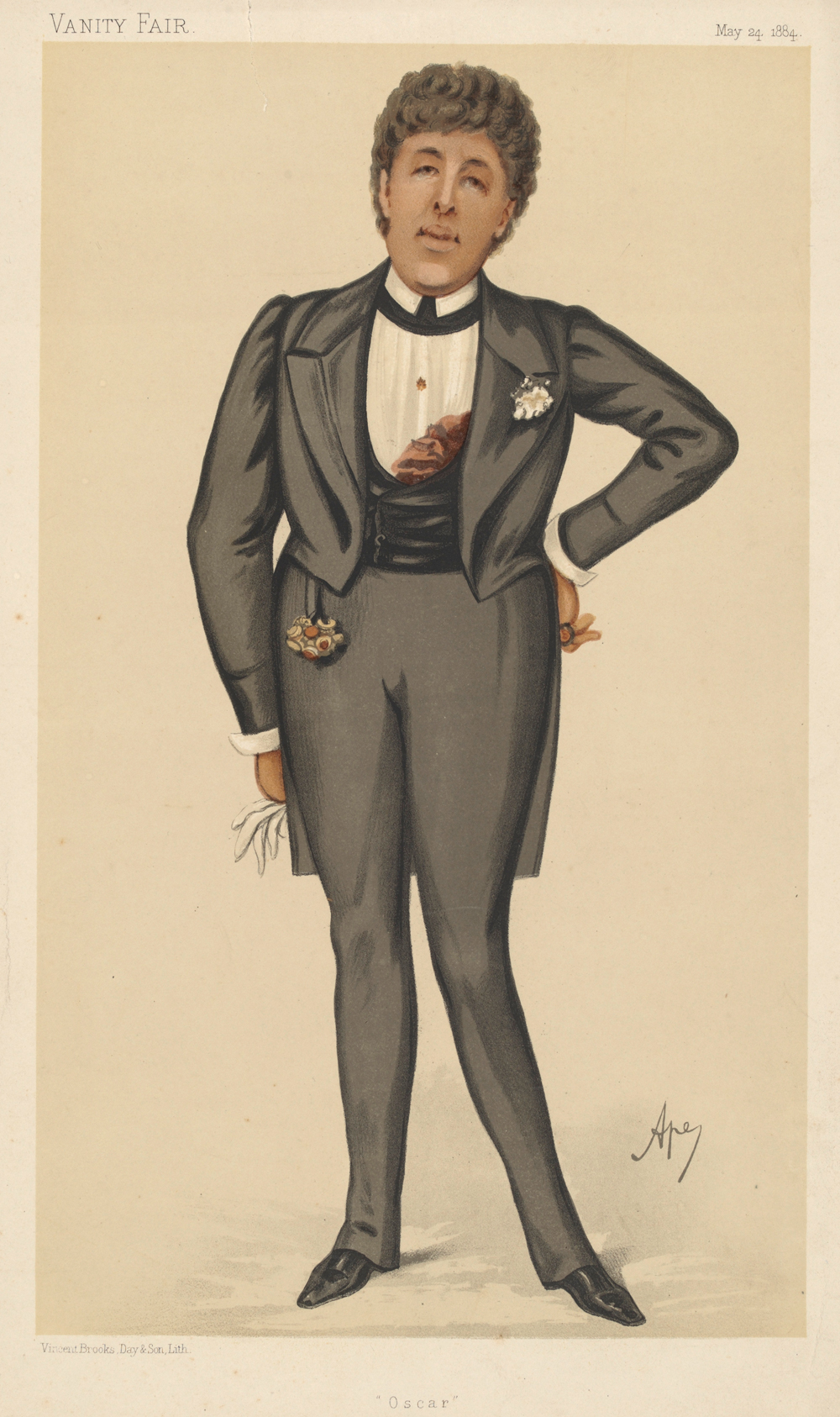
Caricatura di Oscar Wilde su Vanity Fair (1884).

Per Oscar Wilde il nemico numero uno dell'abbigliamento era la moda, «una cosa talmente brutta che si doveva cambiare ogni 6 mesi». Del suo abbigliamento che alcuni ritenevano assolutamente da folli, Wilde invece apprezzava la praticità. Egli si prodigava a darsi da fare per la ricerca della comodità nelle cose da indossare ma non trovò nessuno che lo seguisse. Proprio sull'abbigliamento tenne poi un giro di conferenze senza successo, criticate anche dalla stampa.
Il matrimonio, previsto per aprile, fu poi spostato al 29 maggio 1884 e celebrato nella chiesa di Saint James Paddington. Dopo la luna di miele sembrava già pentito di essersi sposato. In quel periodo sperperava i suoi risparmi in modo scriteriato, al punto che le 50 sterline regalatele dalla zia per il matrimonio furono spese per acquistare due cucchiai.
Per quanto riguarda l'affinità di coppia, l'inizio fu promettente: Oscar si lamentava scherzosamente che anche se la moglie era così bella non poteva esserne geloso. Riconosciuti per strada venivano chiamati Amleto e Ofelia. I due novelli sposi ebbero difficoltà di alloggio, in quanto la casa non fu pronta per tempo.
Wilde litigò con la prima società costruttrice (Green), alla quale non voleva pagare alcun compenso; grazie poi all'aiuto di Godwin - le rendite della moglie non bastavano infatti a pagare tutte le grandi spese - e del costruttore Sharpe, riuscì alla fine ad avere un alloggio fisso, al numero 16 di Tite Street il 1º gennaio 1885.
I coniugi Wilde però prima di poterci entrare dovettero pagare anche i vecchi costruttori, che nel frattempo avevano sporto denuncia. La casa era composta da 4 piani, senza contare il seminterrato dove si trovava la cucina. Nell'atrio si potevano ammirare due incisioni: Diana e le sue ninfe al bagno e Apollo e le Muse; nella sala da pranzo un tappeto Morris di colore verde-azzurro ricopriva parte del pavimento, nella biblioteca c'erano una poltrona e un tavolino orientale, ma mancavano le sedie. Al primo piano vi erano le due camere da letto, quella di Oscar divenne poi la camera dei bambini. Wilde disse di aver scelto di abitare nell'East End in quanto, a sentir lui, in quel luogo la gente non portava la maschera, era sincera.
La moglie assecondava ogni consiglio di Oscar anche nel modo di vestire, a volte con esito positivo. Wilde era in cerca di lavoro, visto che le ultime conferenze non avevano sortito l'effetto sperato, ma si vide negato il posto di ispettore scolastico. Nel frattempo Constance, che era rimasta incinta, disgustava Oscar a causa delle frequenti nausee e del corpo gonfio.
Il primo figlio, Cyril, nacque il 5 giugno 1885 e, dopo un anno e mezzo, il secondogenito Vyvyan, il 5 novembre 1886 (che per errore fu dichiarato nato il 3 novembre). Dopo la nascita dei figli, Constance e Oscar incominciarono a non essere più una coppia felice. Lei lo riprendeva per ogni errore e smascherava le sue bugie, Wilde, dal canto suo, mostrava amore paterno per i figli, ma non cessava di frequentare uomini tra i quali Henry Marillier.

#### L'incontro con Robert Ross

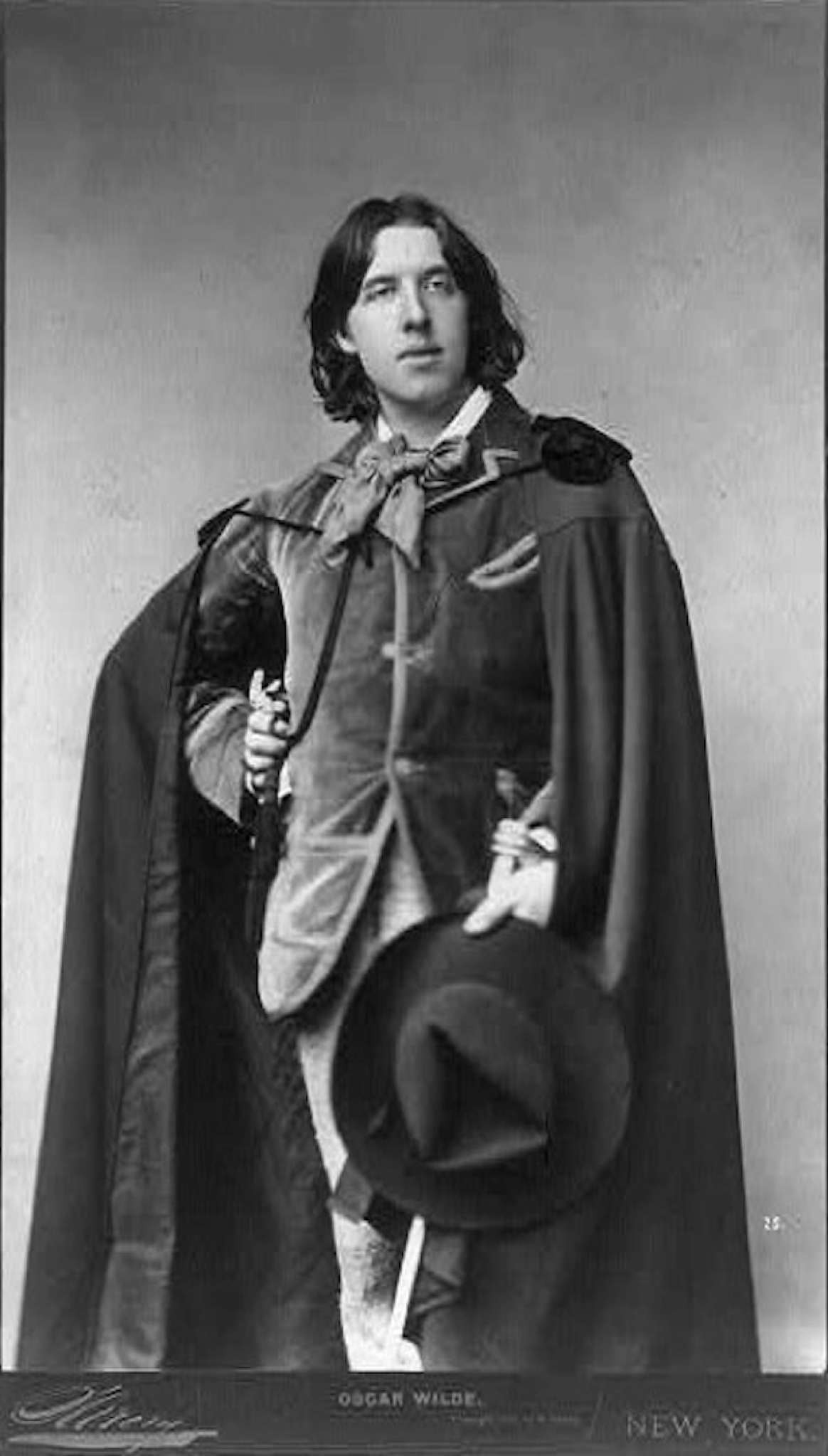
Oscar Wilde (fotografo sconosciuto).

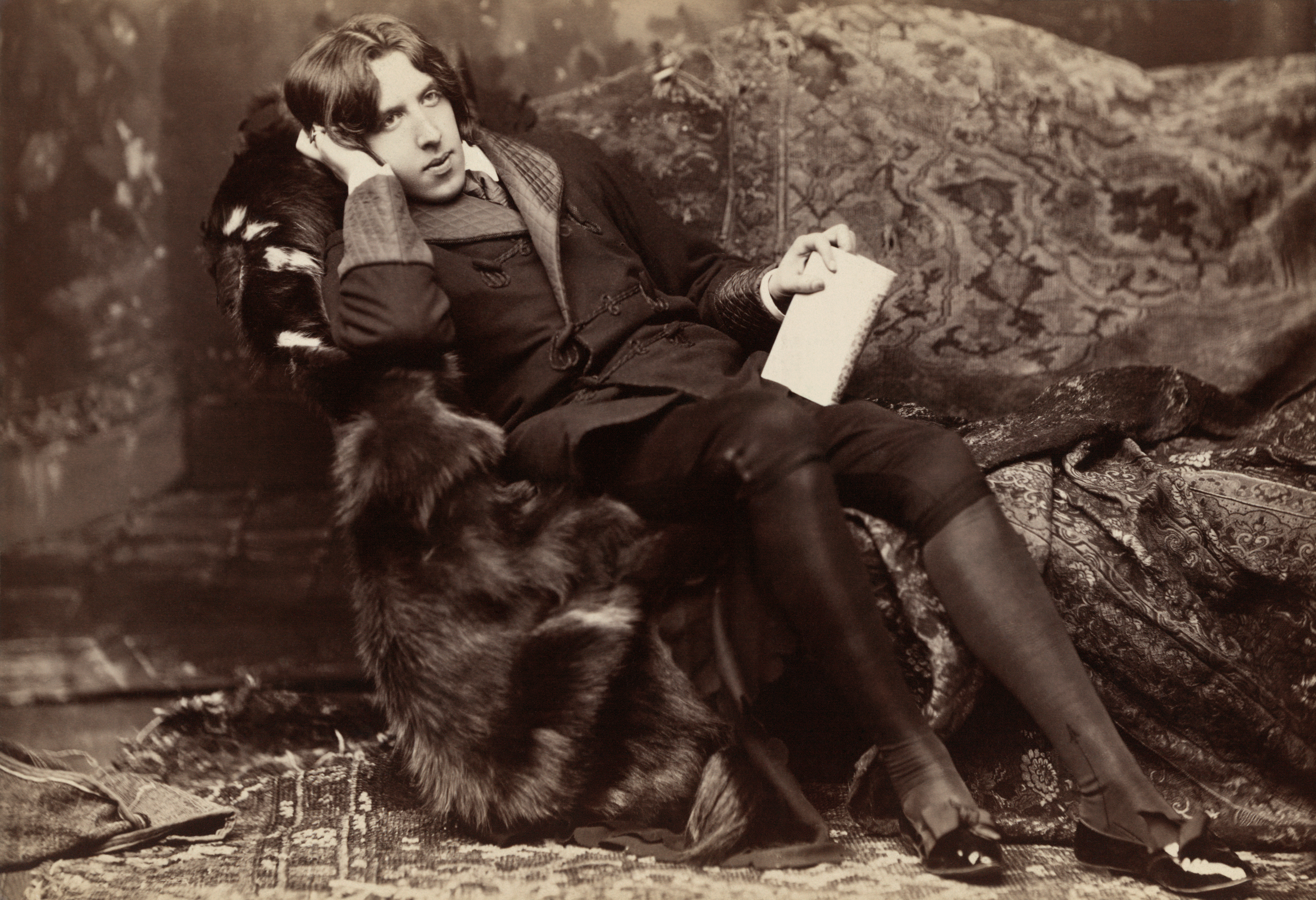
Una fotografia a cura di Napoleon Sarony (1882 circa).

Nel 1886 Wilde conobbe Robert Ross, che aveva compiuto appena 17 anni e che per aver rivelato alla sua famiglia la sua omosessualità aveva dovuto abbandonare la propria casa. Oscar chiamava il giovane San Roberto di Phillmore, per la sua capacità di affascinare le persone inducendole in tentazione, così come era accaduto per lui stesso.
Robert, dopo aver recitato alcune poesie di Wilde, su incitamento dello stesso professore Arthur Tilley, l'8 marzo 1889, fu picchiato e gettato in una fontana da alcuni compagni di classe, che in seguito si pentirono per avergli così causato una polmonite e una congestione cerebrale.
Ross non era l'unico amante di Wilde: l'uomo frequentava anche André Raffalovich nello stesso periodo dello scandalo che aveva coinvolto Lord Arthur Somerset in diversi episodi a sfondo sessuale, i quali gli costarono l'esilio dall'Inghilterra. La relazione intima fra i due ben presto finì sostituita da quella con altri ragazzi che Wilde invitava a casa sua come il diciassettenne Richard Le Gallienne e Bernard Berenson, che però rifiutò ogni rapporto con lo scrittore.

#### IlWoman's Worldmagazine
Nel frattempo, sentendosi trascurata, Constance cercò di acquistare notorietà parlando a delle riunioni di femministe. Thomas Wemyss Reid, direttore del Leeds Mercury nel febbraio 1887 ritenne che Wilde, grazie al suo talento nel recensire nuovi libri, gli sarebbe stato di grande aiuto per una nuova testata giornalistica.
Nella rivista di Reid, The Lady's World: A Magazine of Fashion and Society, si discuteva di femminismo e, richiesto di un parere, Wilde lo espresse colpendo positivamente l'editore che lo assunse. Il 18 maggio 1887 Oscar incominciò la collaborazione, con uno stipendio di 6 sterline alla settimana. Wilde non esitò nel chiedere alla regina Vittoria una collaborazione alla rivista con la pubblicazione di una delle sue poesie, ma la sovrana rifiutò affermando di non averne mai scritte. Esortato dalla signora Dinah Craik Wilde, potendo contare sull'aiuto di Arthur Fish, propose e ottenne, dopo qualche discussione, che il nome della rivista cambiasse in "The Woman's World" nel novembre 1887. All'inizio fu puntuale nello svolgere il suo lavoro, che incominciava alle 11 del mattino, ma aveva preso l'abitudine di andarsene sempre prima del tempo fissato fino al punto di recarsi al lavoro due sole volte alla settimana per un'unica ora, probabilmente perché, essendovi il divieto di fumare negli uffici, non riusciva ad astenersi per molto tempo. Nel 1889, ormai annoiato del suo lavoro, lasciò l'incarico.

### Gli incontri

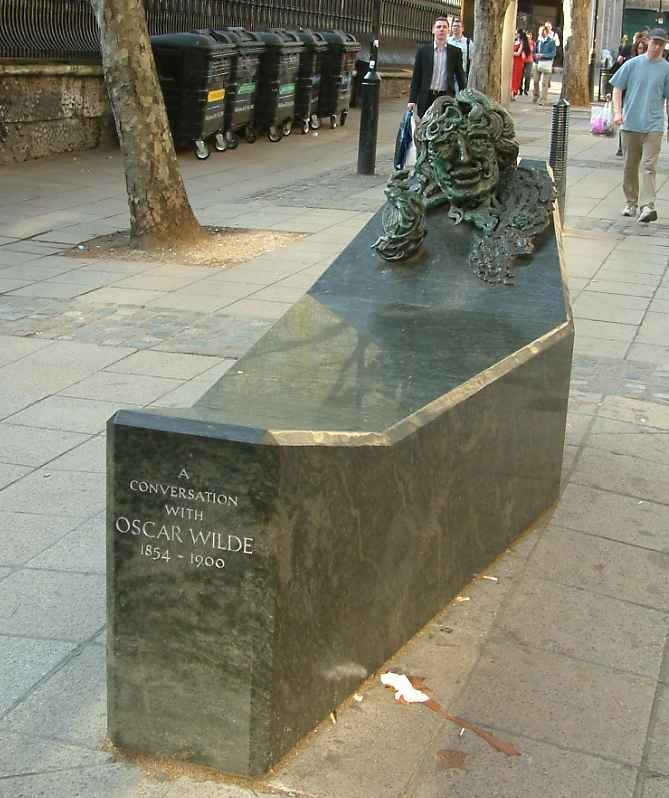
A Conversation with Oscar Wilde - Statua di Maggi Hambling - Adelaide Street, vicino a Trafalgar Square, Londra.

Wilde ebbe numerosi incontri con uomini che destavano il suo interesse:
- a casa di Edward Burne-Jones conobbe l'allora diciassettenne Aubrey Beardsley (il 2 luglio 1891).[98] In seguito Wilde affermò di aver inventato di averlo conosciuto;
- John Gray, un giovane, come lo definì Bernard Shaw, fra i più "abietti" fra quelli di cui Wilde si circondò.[99]

Di umili origini, il padre era un falegname, Gray lasciò la scuola a 13 anni.
Non è sicura la data in cui conobbe Wilde in quanto entrambi poi mentirono sul loro incontro, avvenuto almeno nel 1889. Le prove che si hanno dei loro primi rapporti sono una cena di cui fu testimone Frank Liebich.
- Lionel Johnson, che conobbe in occasione di un suo ritorno a Oxford nel febbraio 1890, per la messa in scena dello Strafford di Browing. Oscar in seguito descrisse a un suo amico quell'incontro, raccontandogli che Johnson gli aveva fumato tutte le sue sigarette e confessandogli che si era innamorato di lui.[101]
- John Barlas, che in passato aveva minacciato di far saltare in aria il Parlamento e che, arrestato, era stato liberato grazie a Wilde. Barlas credeva di essere un personaggio della Bibbia. Wilde ne aveva compassione, poiché diceva che la Bibbia era stata causa di mali per l'umanità.[102]
- Max Beerbohm, che apostrofava Wilde come "divino", e Oscar che da parte sua lo definiva come la persona che possedeva «l'eterna vecchiezza». Beerbohm scrisse in quegli anni l'opera Happy Hypocrite che trattava di un uomo e della sua maschera.[103] Wilde fu molto felice di questo «delizioso regalo», come lo definì in una lettera allo stesso Beerbohm dove scrisse: «L'implicito e accettato omaggio a Dorian Gray nel tuo racconto mi fa felice.» Wilde commentò positivamente questo omaggio anche in una lettera a Reginald Turner.[104] Beerbohm scrisse anche un'altra opera, Zuleika Dobson, che ricordava quelle di Wilde.
- Ernest Dowson, poeta ed esteta, eterosessuale ma che ammirava moltissimo Wilde e si firmava Dorian nelle lettere che gli mandava, in omaggio a Il ritratto di Dorian Gray.

#### L'incontro con André Gide

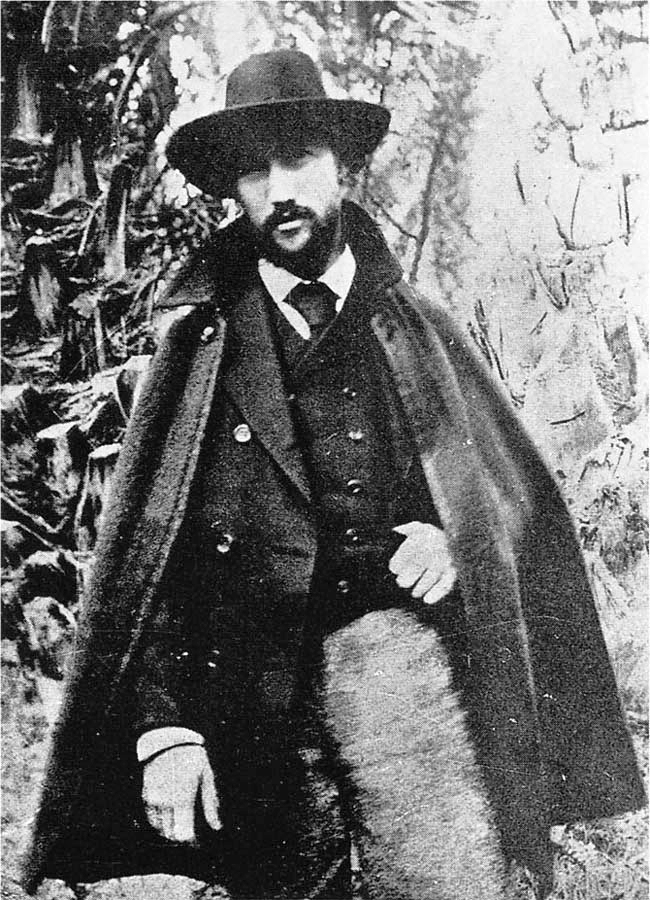
André Gide nel 1893.

L'allora ventiduenne André Gide incontrò Wilde il 26 novembre 1891 e, da quel giorno, i due incominciarono a frequentarsi quotidianamente. In occasione di una cena dalla principessa Olga Ouroussoff Gide disse che Wilde "emanava una luce". Fra i due non vi fu alcun rapporto amoroso, anche se da alcuni sospettato.
Gide paragonò Wilde al personaggio di Ménalque, con il quale descriveva un rapporto che andava oltre l'amicizia ma che non era amore. Oscar, dal canto suo, disse che amava Gide non per la sua bellezza ma perché, come nel mito del dio Fiume e Narciso, ogni volta poteva vedersi rispecchiato nei suoi occhi.

#### L'incontro con James McNeill Whistler
Degno di nota fu il rapporto altalenante fra Wilde e James McNeill Whistler, dove si videro contrapposte due forti personalità.

### Altre opere
Nel 1888 Wilde pubblicò Il principe felice e altri racconti, una raccolta di fiabe scritte per i suoi due figli Cyril e Vyvyan.
Nel 1890 venne pubblicato Il ritratto di Dorian Gray. L'opera piacque tanto a sua madre, ma poco al pubblico dei lettori, tanto che Constance sosteneva che per quel libro ormai nessuno più li voleva frequentare. Lionel Johnson scrisse una poesia in latino per celebrare Il ritratto di Dorian Gray che un suo amico, suo cugino, aveva letto almeno 9 volte (forse 14) e che insisté per incontrare Wilde. Lionel acconsentì ad accompagnarlo: fu il primo incontro fra Oscar e Lord Alfred Douglas.

### Il ritorno in Francia

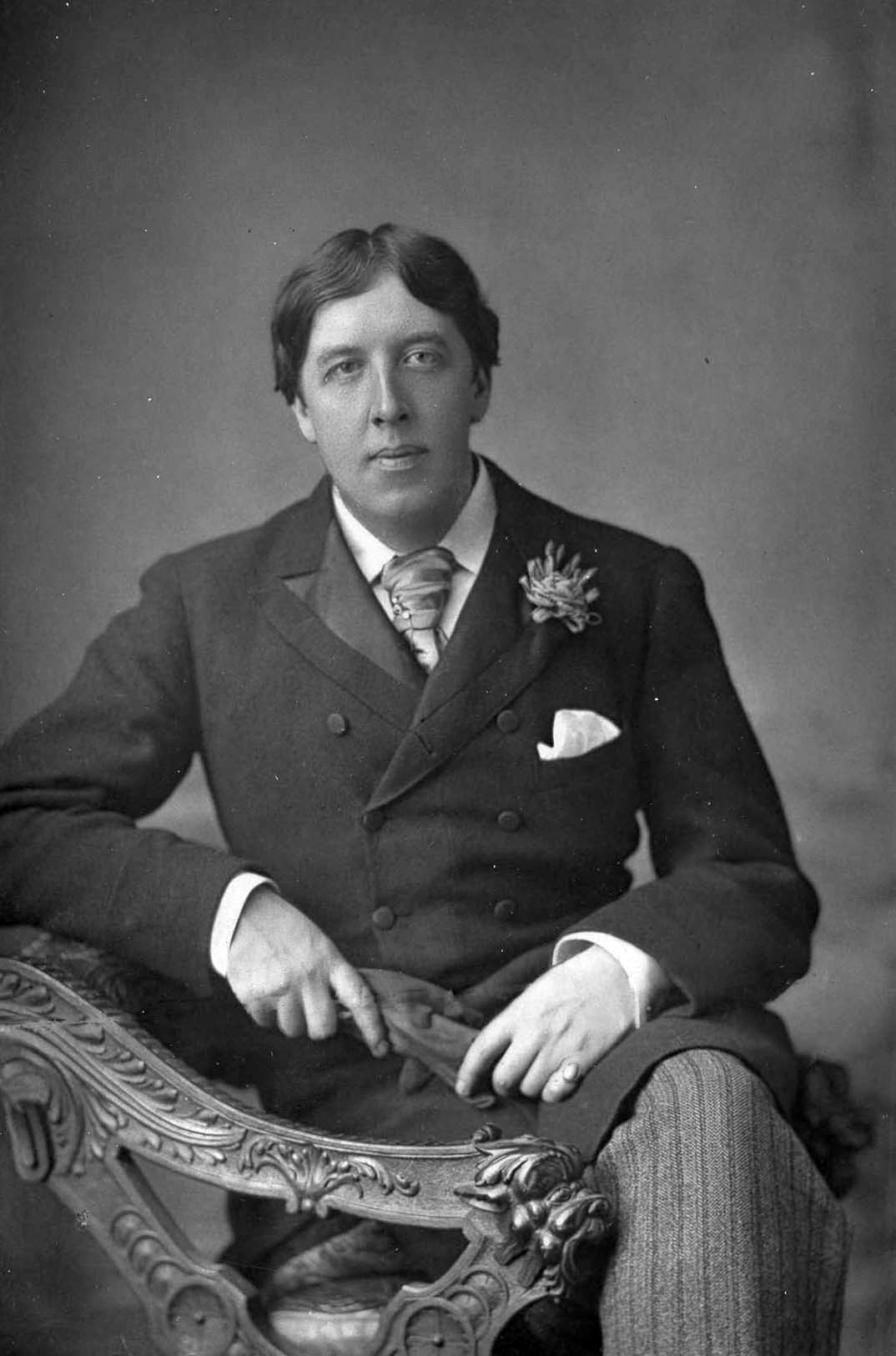
Wilde nel 1889.

Oscar Wilde tornò a Parigi, costituendo «il grande evento dei salotti letterari parigini» come scrisse l'Echo de Paris. Incontrò Émile Zola, l'11 marzo 1891 a Parigi, di cui apprezzò la ricerca quasi ossessiva della documentazione necessaria per scrivere una buona opera, mentre egli asseriva che era una fatica che lui non avrebbe mai fatto. Durante questi soggiorni consolidò rapporti con molti intellettuali del luogo, i quali era solito intrattenere con aneddoti, racconti e paradossi esprimendosi direttamente in lingua francese. Sapeva parlare solo per apologhi, come egli stesso aveva più volte confessato allo stesso André Gide, e probabilmente la sua più bella produzione è rimasta solo nella memoria di chi ebbe la fortuna di ascoltarlo. Diversi filoni di studio concordano nel ritenere Wilde molto più brillante come conversatore che non come scrittore.
Volle conoscere anche Marcel Proust, ma riuscì solo a vederlo di sfuggita e alla fine il suo unico commento sul grande autore riguardò la bruttezza della sua casa. In un incontro a cena con Jean Moréas e con i suoi discepoli, Wilde chiese più volte al poeta di recitare qualche verso, ma quello, lodato in continuazione dai suoi ammiratori, rifiutò ogni volta. Questo comportamento stizzì Oscar che se ne andò infuriato.
Quando Wilde ebbe occasione di invitare Moréas e i suoi compagni, fu lui a parlare per tutto il tempo, tanto che Moréas lo definì un rompiscatole, mentre Wilde, a sua volta, si chiedeva ironicamente se il poeta fosse mai esistito o se fosse solo un mito. Oscar conobbe anche, il 24 febbraio, 1891 Stéphane Mallarmé, che non appariva mai al pubblico. Mallarmé era amico di Whistler, che gli scriveva parlando male di Wilde.
Secondo Wilde, quando Mallarmé riusciva a essere incomprensibile era perfetto, per questo doveva scrivere solo in francese e non in inglese, una lingua che capiva bene. Oscar non sempre fu accolto amichevolmente, come per esempio avvenne con il traduttore delle opere di Wilde Marcel Schwob, che lo descrisse come un accanito consumatore di sigarette egiziane oppiate e d'assenzio. Oscar lo paragonò metaforicamente a un assassino e molestatore di donne innocenti.

### Il ritorno a Londra

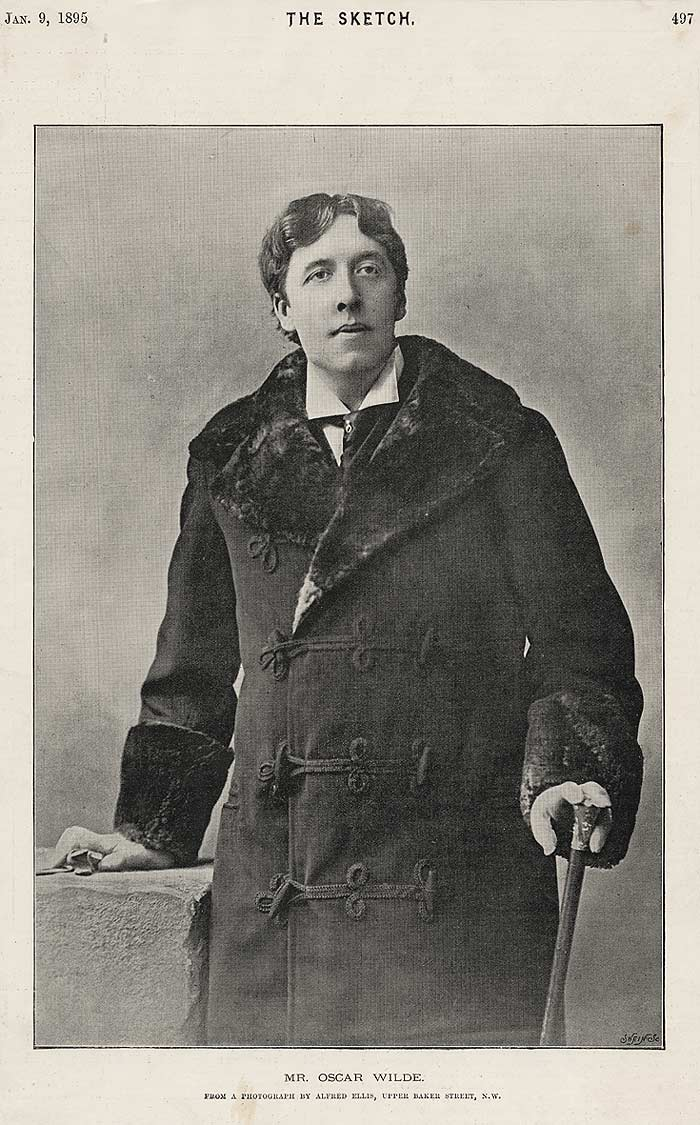
Marzo 1892, fotografia scattata nello studio Alfred Ellis & Walery

Il 22 dicembre 1891 Wilde tornò a Londra per incontrare il fratello che nel frattempo aveva contratto matrimonio a New York con una ricca cinquantacinquenne (lui aveva quasi 20 anni di meno) solo per il denaro. Willie, dopo un litigio, si riconciliò con la moglie e tornò in America dove riprese a parlare male del fratello: i due non si parlarono mai più.
Alla prima di Lady Windermere Oscar ebbe l'idea che lui e alcuni dei suoi amici dovessero adornare il loro abito con un garofano verde, quasi a evocare l'appartenenza a una setta segreta, anche se in realtà quel fiore non significava nulla, ma l'importante era farlo credere. Fu poi la volta del dramma Salomè, che fu però difficile far rappresentare nei teatri. Il dispiacere provato causò a Wilde un peggioramento delle condizioni di salute. I medici lo obbligarono a rinunciare al fumo, consigliandogli una dieta ferrea.
Wilde, a casa di Blanche Roosevelt, si fece leggere le mani da un noto esoterista dell'epoca (tal Cheiro), che, senza sapere di chi fossero, disse che le mani di Wilde erano come quelle di un re e che la sua mano destra rivelava che a quarant'anni gli sarebbe crollato il mondo addosso e che sarebbe stato esiliato. Egli, da sempre superstizioso, appena ascoltate queste parole abbandonò la casa senza dire una parola.

### La relazione con Alfred Douglas
(Oscar Wilde ne Il ventaglio di Lady Windermere, traduzione di Alberto Rossatti)
La storia del rapporto di Wilde con Alfred Douglas differisce a seconda di chi la racconta: questi affermò di essere stato assillato da parte di Wilde mentre quest'ultimo disse che l'iniziativa era stata tutta di Alfred. Douglas nel 1892 si presentò a casa di Oscar per chiedere aiuto poiché era oggetto di un ricatto. Oscar, grazie al suo avvocato George Lewis, risolse il tutto. I due cominciarono a frequentarsi e amarsi, Oscar conobbe la madre di Alfred, Lady Bracknell, e ne fece un personaggio di The Importance of Being Earnest. Nel novembre 1892 Wilde si accorse che Alfred, il giovane Domiziano come lo chiamava, spendeva senza remore molto denaro che continuava a pretendere da lui quasi per umiliarlo. Douglas fece conoscere a Wilde il mondo della prostituzione giovanile. Nell'autunno del 1892 fra i due ci fu quasi una competizione nell'incontrare questi ragazzi. Ebbe così modo di avere rapporti con Alfred Taylor (figlio di un industriale), Sidney Mavor (futuro sacerdote), Maurice Schwabe e Freddy Atkins, con i quali era come «banchettare con le pantere», Edward Shelley per un breve periodo, e Alfred Wood, di diciassette anni, che lo ricattò ricavandone 30 sterline.

### Decadenza e gli amici in pena
Dal 1893 Wilde preferiva alloggiare in albergo per incontrare liberamente e segretamente i giovani dei quali più che i favori, che talora non riceveva, ricercava il clima di ambiguità e di sregolatezza. Dal canto suo a Douglas non interessava nascondersi, entrava dall'entrata principale, voleva far sapere a tutti che era lui il ragazzo preferito da Oscar.
Nel maggio 1893 Wilde andò a Oxford per incontrare Alfred e nell'estate dello stesso anno i due soggiornarono in una casa a Goring-on-Thames, dove Oscar conobbe Theodore Wratislaw e il biondo Cyril.
Molti si erano dispiaciuti della situazione in cui si trovava Wilde, la quale violava apertamente il Criminal Law Amendment Act del 1885 (sezione 1, 1), un emendamento che puniva fino a un massimo di due anni di reclusione gli uomini che praticavano atti sessuali fra loro. Max Beerbohm scriveva a Ross di come vedeva l'anima di Oscar ormai persa. Anche John Gray, preferito da Oscar prima di Douglas, ora si sentiva abbandonato. L'amico Pierre Louÿs andò a trovare Wilde in albergo assieme a Constance, che in lacrime pregò il marito di tornare a casa. Wilde rispose alle domande di Pierre dicendo che egli in effetti si era sposato tre volte nella vita, una con una donna e le altre due con degli uomini.

### I litigi, l'allontanamento e l'aiuto verso il prossimo

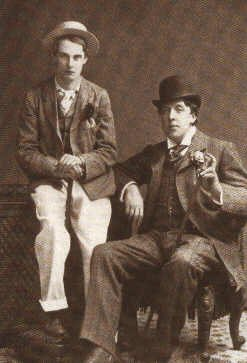
Oscar Wilde e Lord Alfred Douglas al tempo della loro relazione. Immagine tratta dal libro Wilde Jonathan Fryer, p. 85.

In questo periodo ci fu il caso di Philip Danney, il sedicenne figlio di un colonnello che si trovava a casa di Robert Ross, il quale scrisse a Douglas della disponibilità del ragazzo, che il sabato andò a letto con Douglas, la domenica con Wilde e il lunedì con una ragazza a spese di Douglas. Quando il giovanotto poi tornò a scuola senza giustificazione la faccenda divenne nota. Subito il padre si rivolse alla polizia, ma sotto consiglio dell'avvocato e vista la reticenza del ragazzo a fare il nome di Wilde si convinse che era meglio lasciar perdere, poiché anche il figlio rischiava la prigione. Ross scelse allora di andare a Davos per fuggire allo scandalo che la famiglia non gli perdonava. Dopo un furioso litigio con Oscar, Douglas, come suggerito da sua madre, partì alla volta del Cairo, mentre Wilde si nascose a Parigi (aveva anche dato un indirizzo falso per sicurezza), riacquistando una certa serenità e andando ad applaudire Paul Verlaine uscito da poco dalla prigione.
Nel 1894 Wilde si recò in visita a sua madre, ormai anziana, che avrebbe voluto che Oscar si riappacificasse con il fratello. In questo periodo Wilde scrisse Florentine Tragedy, La Saint courtisane (opere rimaste incompiute) e The Cardinal of Avignon; riuscì a finire Un marito ideale.
Un'altra importante opera creata in quel periodo è The Canterville Ghost (Il fantasma di Canterville), pubblicato nel febbraio 1887, che ha per protagonista una famiglia americana trasferitasi in Inghilterra, dove fa i conti con lo spirito di un uomo malvagio che si aggira per la loro nuova casa; il fantasma vorrebbe a tutti i costi spaventarli, ma non ci riesce. Il ritorno di Douglas pose poi fine alla sua voglia di scrivere.
In questi tempi aiutò la madre di Nelly Sickert, vedova di un uomo che aveva rifiutato più volte di incontrarlo, alla quale egli fece riacquistare il sorriso. Sono rimaste prove di una lettera in cui un anonimo ringraziava Wilde per avergli salvato la casa; Edgar Saltus racconta che fu avvicinato da un uomo mezzo nudo al quale Wilde donò il suo cappotto.
Gertrude Pearce, l'istruttrice del figlio di Wilde, racconta dei molti modi con cui Wilde le fu d'aiuto.

### I processi
I clamorosi avvenimenti che segnarono la sua vita e che lo videro come scandaloso protagonista, per l'opinione pubblica dei benpensanti connazionali, riguardarono i processi che Wilde dovette subire, a causa della sua omosessualità. Egli venne processato e condannato al massimo della pena: due anni di carcere e lavori forzati. Quando la sentenza fu emessa, Wilde fu sul punto di svenire.

### La prigionia
Condannato molto severamente al massimo della pena prevista, Wilde, in divisa da carcerato, fu trasferito alla prigione di Holloway e da lì a Pentonville dove doveva scontare almeno 3 mesi della condanna prima che gli fosse concesso un qualunque contatto con l'esterno. Lavorava sei ore al giorno a un mulino a ruota. Dormiva senza materasso, conobbe fame, insonnia e malattia (dissenteria). Gli stessi secondini, pur sostenendo che il prigioniero fosse in perfetta salute, provavano pena nel vedere le condizioni del detenuto, che era dimagrito di 10 chili.
È rimasta famosa nella letteratura inglese De Profundis, una lunga lettera che Oscar Wilde scrisse in carcere nel 1897 (e che fu pubblicata nel 1905), dopo essere stato processato, al suo amante Alfred Douglas.

#### Le visite
Richard Burdon Haldane era un membro della commissione di indagine delle carceri che visitò Wilde il 12 giugno 1895. In quell'occasione Oscar chiese e ottenne da Haldane 15 libri da leggere.
Il 4 luglio Oscar venne trasferito a Wandsworth, dove venne a fargli visita il fratello di Constance, Otho Holland, avvertendolo che Constance stava pensando di procedere alla causa di divorzio contro di lui e che se non voleva perdere la famiglia doveva far qualcosa. Wilde si convinse a concedere il divorzio a patto che la moglie andasse a vivere in America.
Il 26 agosto Oscar fu visitato da Robert Sherard, che sebbene avesse il permesso di portare una persona con sé non trovò nessuno che volesse accompagnarlo. Stavano per essere rese pubbliche, da Douglas, altre lettere compromettenti. Sherard fu incaricato da Oscar di impedirglielo ma Douglas minacciò d'ucciderlo.
Il 21 settembre 1895 Wilde incontrò Constance che, anche se aveva cambiato il suo cognome in Holland, gli promise che lo avrebbe aspettato dopo l'uscita di prigione. Sia a Londra (da More Adey) sia a Parigi, si firmavano con scarso successo petizioni che chiedevano una diminuzione della pena per Wilde. Émile Zola, Victorien Sardou e Jules Renard rifiutarono di aderire.

#### Il trasferimento al Reading Gaol
Durante i primi tempi di prigionia Wilde cadde ferendosi all'orecchio destro, per questo fu ricoverato due mesi nell'ospedale della prigione dove veniva deriso dai secondini. Il 21 novembre venne trasferito al Reading Gaol.

### Di nuovo libero
Uscì il 19 maggio 1897, riuscendo a evitare i giornalisti, accompagnato da Adey e Stewart Headlam, si recò a casa loro su una carrozza. Decise di chiedere asilo per mesi a dei gesuiti di Farm Street che rifiutarono di accoglierlo.
Wilde, pur in contatto epistolare con Douglas, scrisse alla moglie, ancora legalmente sposata con lui, per riconciliarsi, ma Constance non cedette. Altri invece, come Fritz von Thaulow, furono felici di passare del tempo con lui. Il marchese Queensberry non si sentiva tranquillo e faceva pedinare Wilde che, una volta scoperto di essere osservato, lasciò la città per Berneval dove molti gli fecero visita: Lugné-Poe, Ernest Dowson, Charles Conder, Dalthousie Young, André Gide, Charles Wyndham, Fernand Xau e Leonard Smithers.
S'imbarcò e varcò la Manica per non tornare mai più, sbarcando a Dieppe dove Reggie Turner e Ross lo attendevano; in Francia assume inizialmente lo pseudonimo di Sebastian Melmoth, già usato precedentemente. A Dieppe incontrò anche Dowson che lo convinse a frequentare una prostituta per ripristinare la sua reputazione, lasciandolo parecchio deluso del primo rapporto con una donna dopo 10 anni.

#### A Napoli

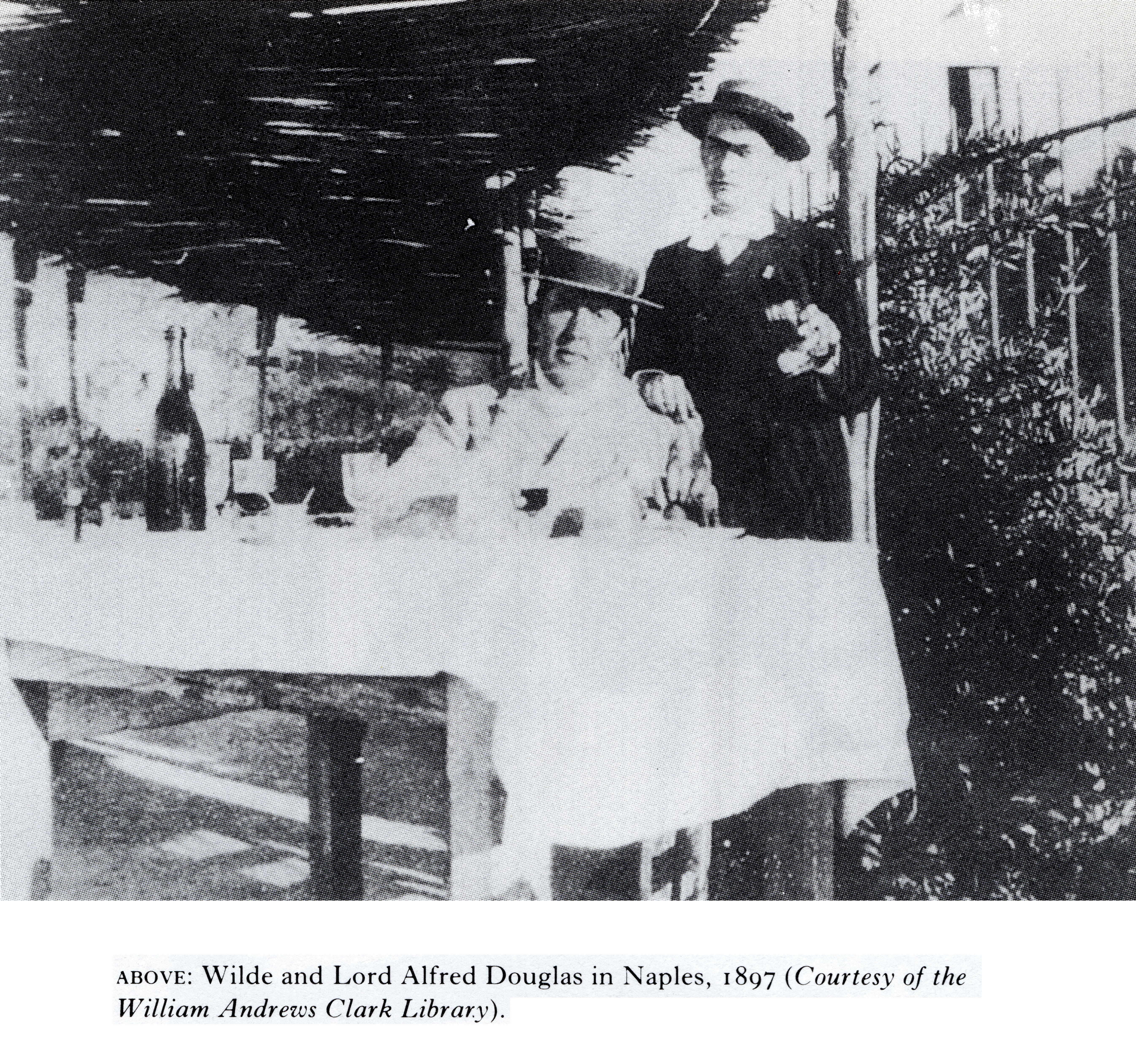
Wilde a Napoli con Douglas il 20 settembre del 1897, pochi mesi dopo la scarcerazione.

Incontrato di nuovo "Bosie" (Alfred Douglas) andò con lui a Napoli soggiornando a Villa del Giudice (via Posillipo 37). Vide Eleonora Duse e le inviò una copia della Salomè, che l'attrice ricevette con piacere. L'arrivo a Napoli di Wilde fece molto scalpore, al punto che Matilde Serao ne scrisse su Il Mattino.
Constance venne a sapere del rinnovato rapporto di Wilde con Douglas e gli scrisse per convincerlo a lasciare definitivamente il suo amante, ma Oscar le rispose che era a causa sua se aveva ripreso il passato tenore di vita. Constance e Lady Douglas allora usarono il ricatto del denaro poiché sia Douglas sia Wilde non avevano alcun reddito se non quello che ricevevano dalle due donne. I due furono così costretti prima a vivere in due case separate, poi a lasciarsi definitivamente. Oscar così poté ricevere 200 sterline dalla moglie che, nonostante tutto, continuava a volergli bene.

#### A Capri
Arrivò da Napoli con Lord Alfred Douglas il 15 ottobre 1897; i due amanti alloggiarono in una stanza del Grand Hotel Quisisana, ma la presenza di una ragguardevole comunità inglese li costrinse a lasciare l'isola; non trovarono infatti un hotel disponibile ad alloggiarli e furono ospitati dallo scrittore Axel Munthe nella sua villa (San Michele) per alcuni giorni. Rientrarono a Napoli ed alla fine di ottobre del 1897 Oscar Wilde si recò in Sicilia, a Taormina.

#### A Taormina

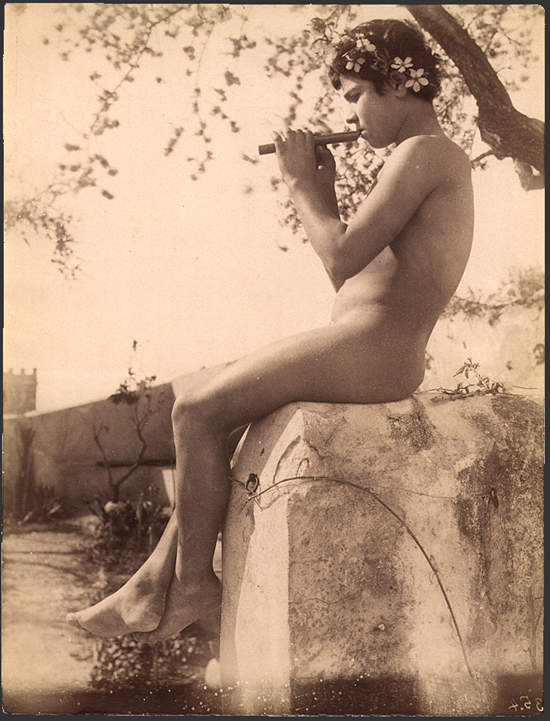
Foto di Wilhelm von Gloeden: Adolescente nelle vesti di fauno

Oscar Wilde con il denaro ricevuto da Constance poté poi recarsi a Taormina per conoscere il barone Wilhelm von Gloeden, le cui fotografie aveva visto alla Grafton Gallery di Londra e nel primo numero della rivista The Studio, nel 1893, pubblicata da Charles Holmes; questi aveva pubblicato la sua Salomè con illustrazioni di Aubrey Beardsley ed alcune foto "open air" di ragazzi siciliani fotografati dal barone tedesco. A Taormina, noto ritrovo di omosessuali nordici perseguitati in patria, Oscar Wilde incontrò Robert Hawthorn Kitson, un ricco artista britannico che aveva già conosciuto a Londra e la cui celebre residenza di Taormina, Casa Cuseni, è stato un cenacolo internazionale di intellettuali ed oggi è il Museo della Città. Wilde e Kitson prepararono alcuni modelli ed alcune scene per la posa fotografica di von Gloeden, abbigliando i ragazzi siciliani come fauni, satiri o divinità e contribuendo alla nascita del mito arcadico di Taormina, che aveva attratto nel decennio precedente già Friedrich Nietzsche. Da Taormina Oscar Wilde scrisse a Bosie: “Ho scoperto quaggiù il paradiso in cui verremo a vivere insieme”. Il 13 febbraio 1898 Oscar Wilde lasciò Taormina per recarsi a Parigi.

#### La povertà
Incapace di continuare a scrivere e sempre a corto di denaro, Wilde avvicinava chiunque parlasse inglese per procacciarsi da mangiare. Chiese del denaro al suo traduttore Henry Davray e per ottenerlo gli offrì una copia con dedica di The Duchess of Malfi di Webster. Frédéric Boutet lo vide nel luglio del 1899 sotto la pioggia, in un bar che stava per chiudere ma Oscar non se ne andava perché non aveva denaro per saldare il conto. Anche quando tornò a frequentare Douglas i soldi gli mancarono: una volta prese un mezzo pubblico chiedendo se qualcuno gli potesse pagare il biglietto. I presenti rifiutarono di aiutarlo e fu obbligato a scendere e a prendere una carrozza, sicuro che Alfred avrebbe pagato la corsa. Arrivò quasi a derubare una cantante lirica, Nellie Melba. Avvicinatosi a lei barcollante, le disse «Sono Oscar Wilde e sto per fare una cosa terribile. Sto per chiederle dei soldi», la donna in preda al panico gli diede tutto quello che aveva. Un'altra volta Ellen Terry lo vide affamato davanti a una pasticceria, osservando come per la fame che provava si mordesse le mani. Ridotto senza denti anteriori e senza dentiera, venne riconosciuto da pochi suoi vecchi amici, fra cui Bodley ed Emma Calvé, ai quali raccontò di essersi ridotto in quel modo per il rifiuto di un monastero a cui tempo prima aveva chiesto asilo.

### Gli ultimi anni e la morte

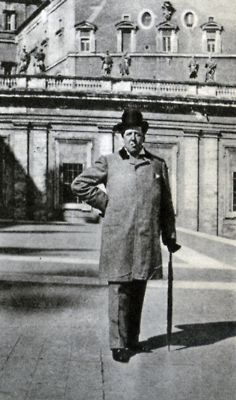
Wilde a Roma, fotografato in Piazza San Pietro (1898).

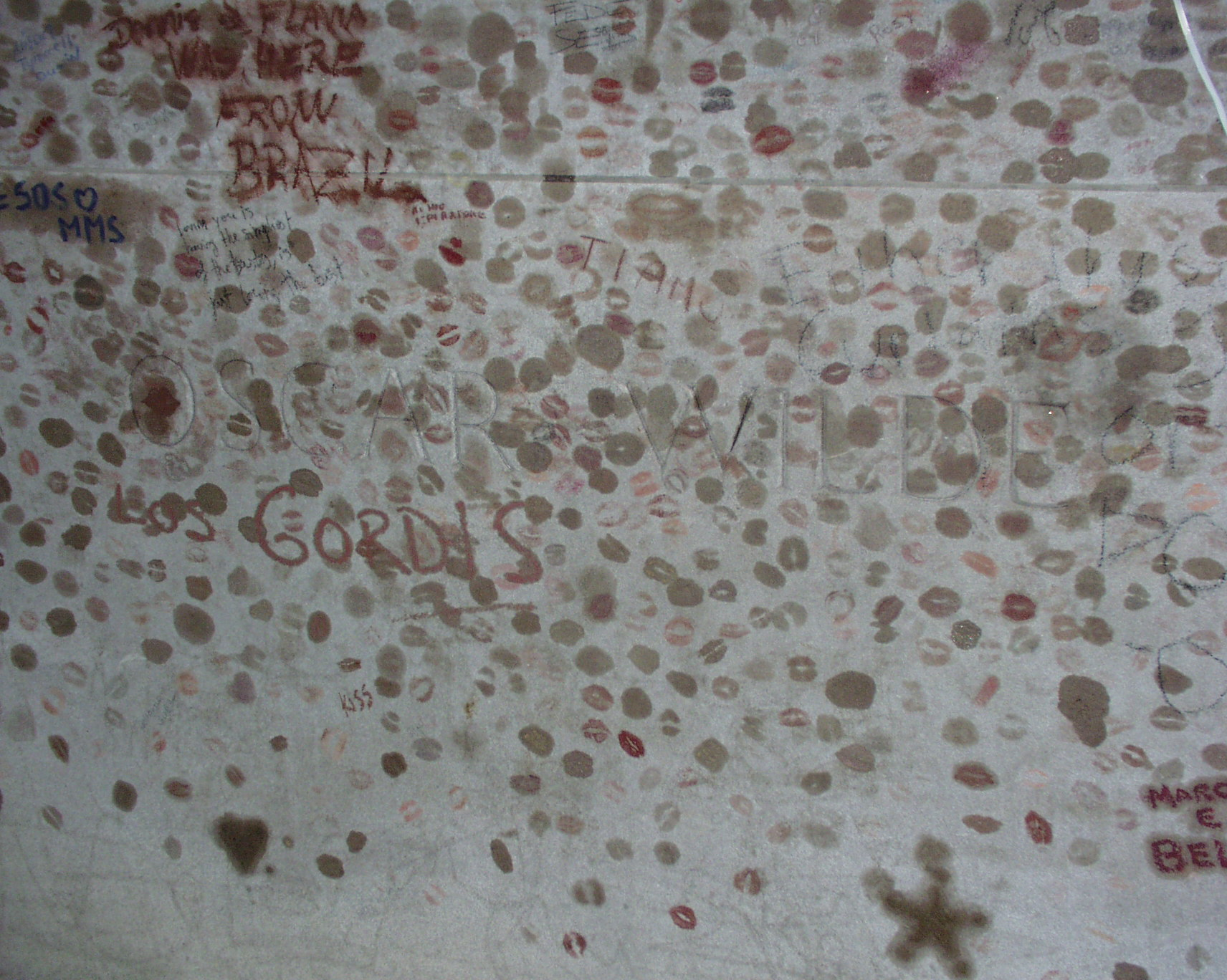
Particolare dei "baci" impressi sulla tomba di Oscar Wilde.

Lasciato Douglas definitivamente e trasferitosi a Parigi in via definitiva dal 1898, completò The Ballad of Reading Gaol. L'opera appena pubblicata (l'ultima vera opera della carriera di Wilde) si rivelò un successo, e Oscar inviò numerose copie con dediche ai suoi conoscenti: ne ricevette una anche la moglie (ma senza dedica); la donna trovò lo scritto meraviglioso. Constance morì a Genova, all'età di 39 anni, il 7 aprile del 1898, dopo una doppia operazione chirurgica, prima alla schiena e poi per un fibroma uterino. Il chirurgo, Luigi Maria Bossi, attribuì il decesso a complicazioni operatorie che avevano causato un'occlusione intestinale. Secondo studi recenti, condotti anche dal pronipote di Wilde e Constance, Merlin Holland, la donna soffriva di sclerosi multipla, vera causa della complicanza che la portò alla morte prematura. Secondo Holland, né Wilde né Costance avevano la sifilide, cosa che fu detta all'epoca. Sul monumento funebre al cimitero monumentale di Staglieno venne apposto come epitaffio "moglie di Oscar Wilde", in inglese. Si narra che Wilde l'avesse sognata il giorno prima della morte dicendole "Vattene, lasciami in pace". Nel maggio 1898, per cause sconosciute, Wilde venne operato alla gola.
Nella capitale strinse amicizia, più per antipatia verso Émile Zola che per comunione d'intenti, con alcuni anti-dreyfusards, partigiani nell'Affare Dreyfus della colpevolezza dell'ufficiale ebreo accusato ingiustamente di tradimento in favore della Germania. Tra Wilde e Zola, infatti, vi era diffidenza reciproca: lo scrittore francese ricordava la stroncatura di Thérèse Raquin fatta da Wilde, che invece aveva apprezzato Germinale, e Wilde non aveva dimenticato che Zola non avesse firmato la petizione in suo favore per farlo scarcerare nel 1896.
Nel giro di due anni morirono anche Beardsley, il 16 marzo 1898 (aveva venticinque anni), Dowson, il 23 febbraio 1900 a 32 anni (assistito da Sherard; sia Douglas che Sherard diverranno in seguito molto noti come pubblicisti antisemiti) e suo fratello Willie, il 13 marzo 1899.
Wilde ricominciò a viaggiare ma solo per vacanza. Dopo la morte di Beardsley, raggiunse il suo amico Frank che nel dicembre 1898 risiedeva all'Hotel des Bains di La Napoule vicino a Cannes. In quell'occasione, parlando con il suo amico, disse che mentre lui soleva vantarsi di aver conosciuto Balfour, Balfour stesso si vantava di aver conosciuto Wilde.
Viaggiando fece sosta a Genova, nel cimitero di Staglieno, dove si trovavano seppellite ai piedi di una collina le spoglie di Constance; solo in seguito fu aggiunta una scritta che ricordava di chi fosse stata la moglie. Per poco tempo andò a vivere da Mellor Gland in Svizzera, ma stanco di vedersi rifiutata ogni richiesta di prestito decise di ripartire quasi subito: si recò prima a Santa Margherita, dove Ross lo salvò dai debiti che aveva contratto, poi a Parigi all'hotel Marsollier, dove venne obbligato a non consumare alcool per sei mesi.
Fra i tanti viaggi che ancora fece incontrò a Fontainebleau lo scienziato Peter Chalmers Mitchell, che lo invitò a cena, ma Wilde rifiutò per non fargli fare una brutta figura, poiché sapeva di non essere ben accetto. Viaggiò di nuovo in Italia dove a Roma ebbe la benedizione di Papa Leone XIII sei volte nel giro di poco tempo e disse che grazie a ciò era guarito il suo esantema. Poi nell'Aprile del 1900 visitò Palermo, dove si fermò per 8 giorni ad ammirare le bellezze della città, come riportato anche nelle sue lettere.
Negli ultimi anni di vita Wilde, battezzato cattolico da bambino ma educato come protestante anglicano, mostrò un rilevante ripensamento sulle sue scelte di vita sessuale e già nel celebre De profundis, in una lunga lettera all'ex amante Alfred Douglas, scrisse: «Solo nel fango ci incontravamo» e, in una confessione autocritica: «ma soprattutto mi rimprovero per la completa depravazione etica a cui ti permisi di trascinarmi». Tre settimane prima di morire, dichiarò a un corrispondente del Daily Chronicle: «Buona parte della mia perversione morale è dovuta al fatto che mio padre non mi permise di diventare cattolico. L'aspetto artistico della Chiesa e la fragranza dei suoi insegnamenti mi avrebbero guarito dalle mie degenerazioni. Ho intenzione di esservi accolto al più presto». Durante la sua carriera si notarono spesso in effetti, dai capitoli meno salottieri del Dorian Gray fino a culminare nella Ballata del carcere di Reading piena di pathos religioso, una certa simpatia per il lato estetico del rito romano latino della Chiesa cattolica, dominante in Irlanda.

In quei giorni incontrò anche John Gray. Harris scrisse al suo posto l'opera Mr. and Mrs. Daventry, i cui proventi pagarono i debiti di Oscar.
Il 31 gennaio 1900 Queensberry morì lasciando 20.000 sterline ad Alfred, il quale non diede neanche un penny a Wilde. In quei giorni Wilde frequentava vari caffè letterari, ove incontrò Anna de Brémont alla quale disse:
(Oscar Wilde in risposta alla domanda di Anna de Brémont. trad.: Alberto Rossatti)
Malato di nevrastenia o di avvelenamento da cozze, come sosteneva lo stesso Wilde, soffriva di un forte prurito e si doveva continuamente grattare le varie chiazze sul corpo. Il medico, che secondo Ross tardò nella corretta diagnosi, lo visitò 68 volte.
Rimase confinato a letto dal settembre del 1900 e venne operato per una paracentesi del timpano (o forse per asportazioni di polipi). La sua salute peggiorò rapidamente. A mezzogiorno del 29 ottobre si alzò dal letto, dopo pranzo passeggiò con Ross e al bar bevve dell'assenzio. Il giorno dopo si aggravò per un'otite media forse dovuta alla neurosifilide, una malattia che si era manifestata molti anni prima. Morfina, oppio e cloralio gli venivano somministrati per alleviare il dolore, ma beveva champagne ogni giorno, affermando di stare "morendo al di sopra delle sue possibilità". La vecchia suppurazione dell'orecchio destro ritornò; a novembre l'infiammazione arrivò al cervello causando una meningoencefalite. Secondo alcuni studi, la vera causa della malattia mortale di Wilde non fu la neurosifilide, ma una semplice otite contratta in prigione, degenerata in un'infezione più seria a causa di cure inappropriate. Negli ultimi giorni di novembre perse l'uso della parola, secondo una leggenda dopo aver detto un'ultima frase ironica: «O se ne va questa carta da parati o me ne vado io!».
Il 29 novembre Wilde, che non riusciva più a parlare, alzando due volte la mano in risposta fece capire a Ross che voleva vedere un prete cattolico per convertirsi. Robert Ross condusse presso di lui il prete irlandese Cuthbert Dunne. Non essendo Oscar in grado di parlare, Ross gli chiese se voleva vedere davvero il sacerdote dicendogli di sollevare la mano per rispondere affermativamente. Wilde la sollevò. Il sacerdote gli domandò, con la stessa modalità, se voleva convertirsi, e Wilde sollevò nuovamente la mano. Quindi padre Dunne gli somministrò il battesimo, lo assolse dai suoi peccati in articulo mortis e gli diede l'estrema unzione. Così tenne fede a una sua solita allocuzione in cui affermava: «Il cattolicesimo è la sola religione in cui valga la pena di morire». 

Il giorno dopo, il 30 novembre, in una camera dell'Hôtel d'Alsace in Rue des Beaux-Arts 13, all'età di 46 anni, dopo aver vomitato sangue, Oscar Wilde morì alle 14:00. Secondo Reginald Turner, che poi negò questo fatto: "nel mentre della morte uscì del siero da ogni orificio".

#### Il funerale

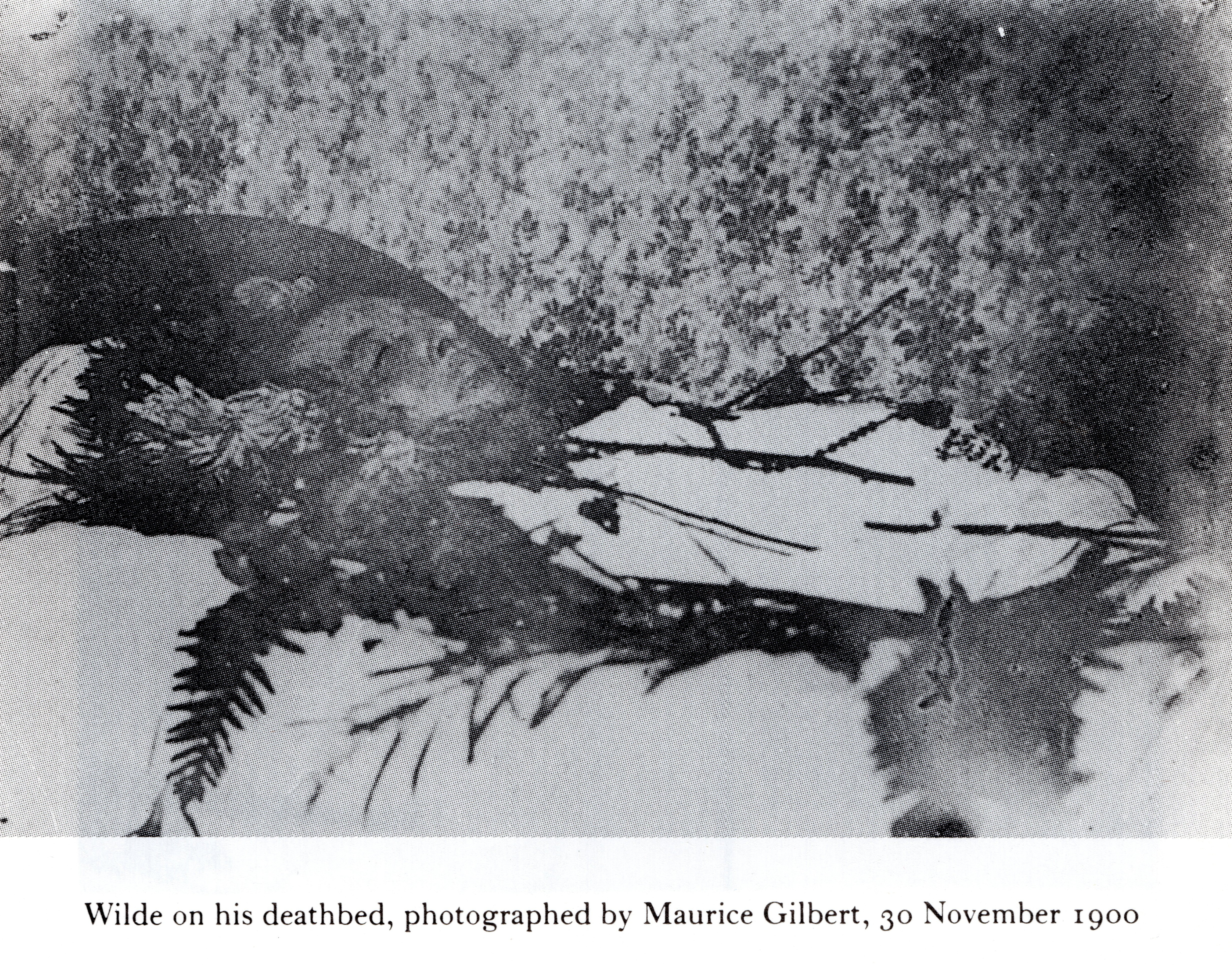
Oscar Wilde sul letto di morte, fotografia di Maurice Gilbert

Dupoirier accudì il cadavere, padre Dunne riempì la bara con icone cattoliche e da Gilbert venne fatta una foto con il flash. Quattro carrozze seguirono il carro funebre. Wilde disse una volta ad André Gide:
Ciò che rimase di Wilde fu prima seppellito nel cimitero di Bagneaux. Nel cimitero di Bagneaux, sulla sua tomba, gli amici superstiti, che nonostante tutto gli erano rimasti fedeli anche negli ultimi difficilissimi anni, avevano fatto costruire un modesto monumento su cui avevano fatto incidere la frase (tratta dal libro di Giobbe): "Nulla osavano aggiungere alle mie parole, e su di loro stillava goccia a goccia il mio discorso".

Dal 1909 le sue spoglie riposano al cimitero di Père-Lachaise, sotto un imponente monumento costruitogli da Jacob Epstein, raffigurante una sfinge, e con l'epitaffio dalla Ballata del carcere di Reading (i versi fanno parte di un accorato atto d'accusa contro la pena capitale, e si riferiscono ad un uomo condannato a morte per uxoricidio con cui Wilde strinse amicizia e che poi vide impiccare a Reading). Il trasporto avvenne a cura della signora Carew, madre di Sir Coleridge Kennard.
(Epitaffio della tomba di Oscar Wilde, tratto da La ballata del carcere di Reading trad.: Ettore Capriolo)
Morto Ross, l'amico più fedele ed ex amante, le sue ceneri vennero sepolte nella stessa tomba di Wilde. Negli anni, numerose estimatrici di Oscar Wilde si sono succedute dinnanzi a questo monumento lasciandovi, come traccia del loro passaggio, impronte di baci (tradizione finita nel 2011 quando fu eretta una barriera di vetro per proteggere la scultura dai baci) .
Il 14 febbraio 1995 a Londra, fu installata a Westminster Abbey una vetrata commemorativa di Wilde, situata al transetto sud, nel cosiddetto "angolo dei poeti"; fu questa quasi una simbolica riabilitazione legale di Wilde, da parte del Regno Unito che solo negli anni '60 depenalizzò l'omosessualità maschile, il reato per cui il poeta e scrittore era stato condannato in vita. Alla commemorazione gli attori Judi Dench e Michael Denison lessero alcuni passi da L'importanza di chiamarsi Ernesto, mentre la nuora di Wilde, Thelma Holland, depose un mazzo di fiori.

## Critica letteraria
Per la fama ottenuta all'epoca e grazie alla sua preservazione fino ai giorni nostri possiamo contare su molteplici critiche relative alle sue opere, le quali forniscono un'ampia analisi di esse e al suo pensiero.

## Nella cultura di massa

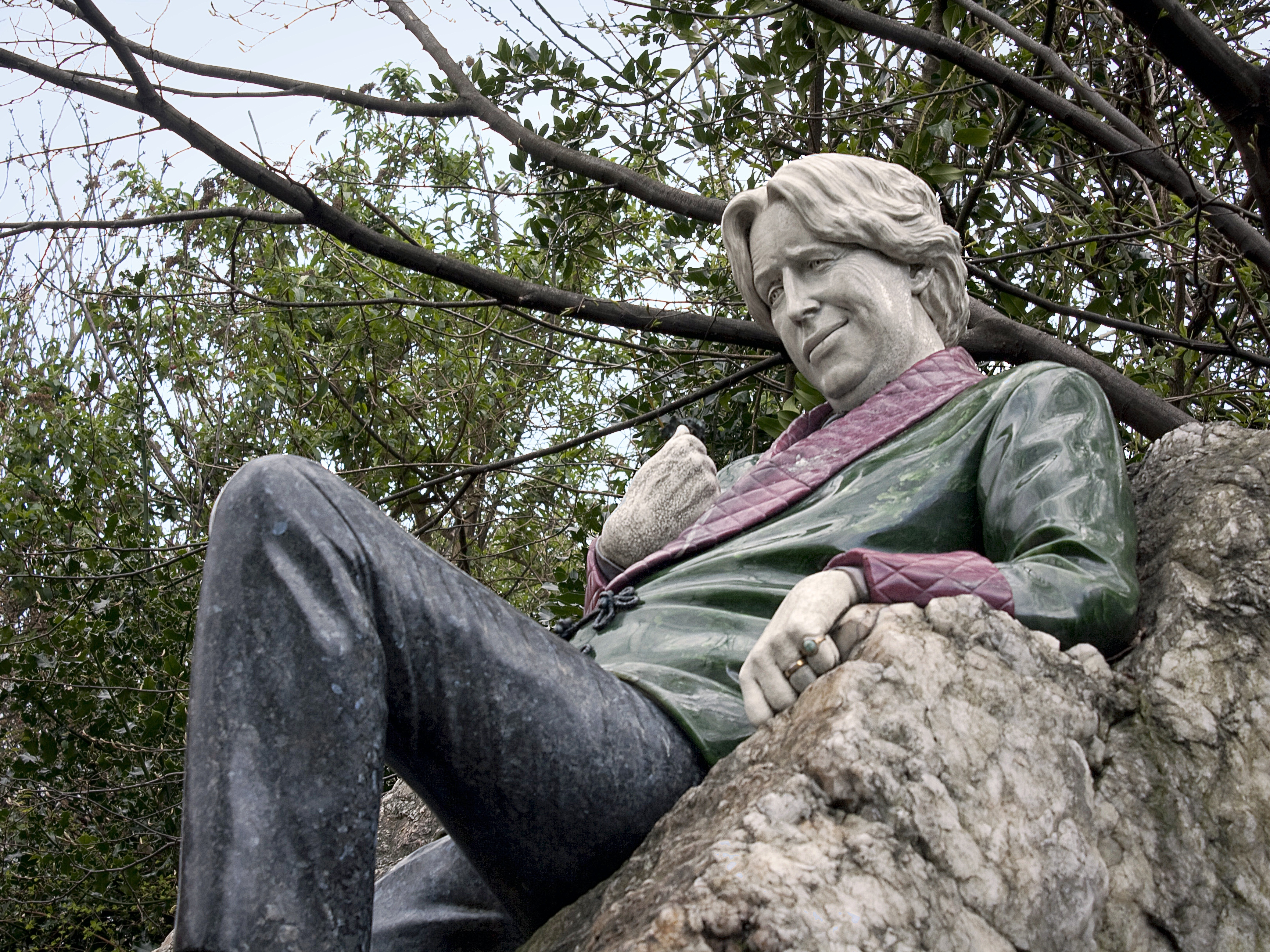
LOscar Wilde Memorial Sculpture, statua commemorativa del 1997, sita in Merrion Square (Dublino).

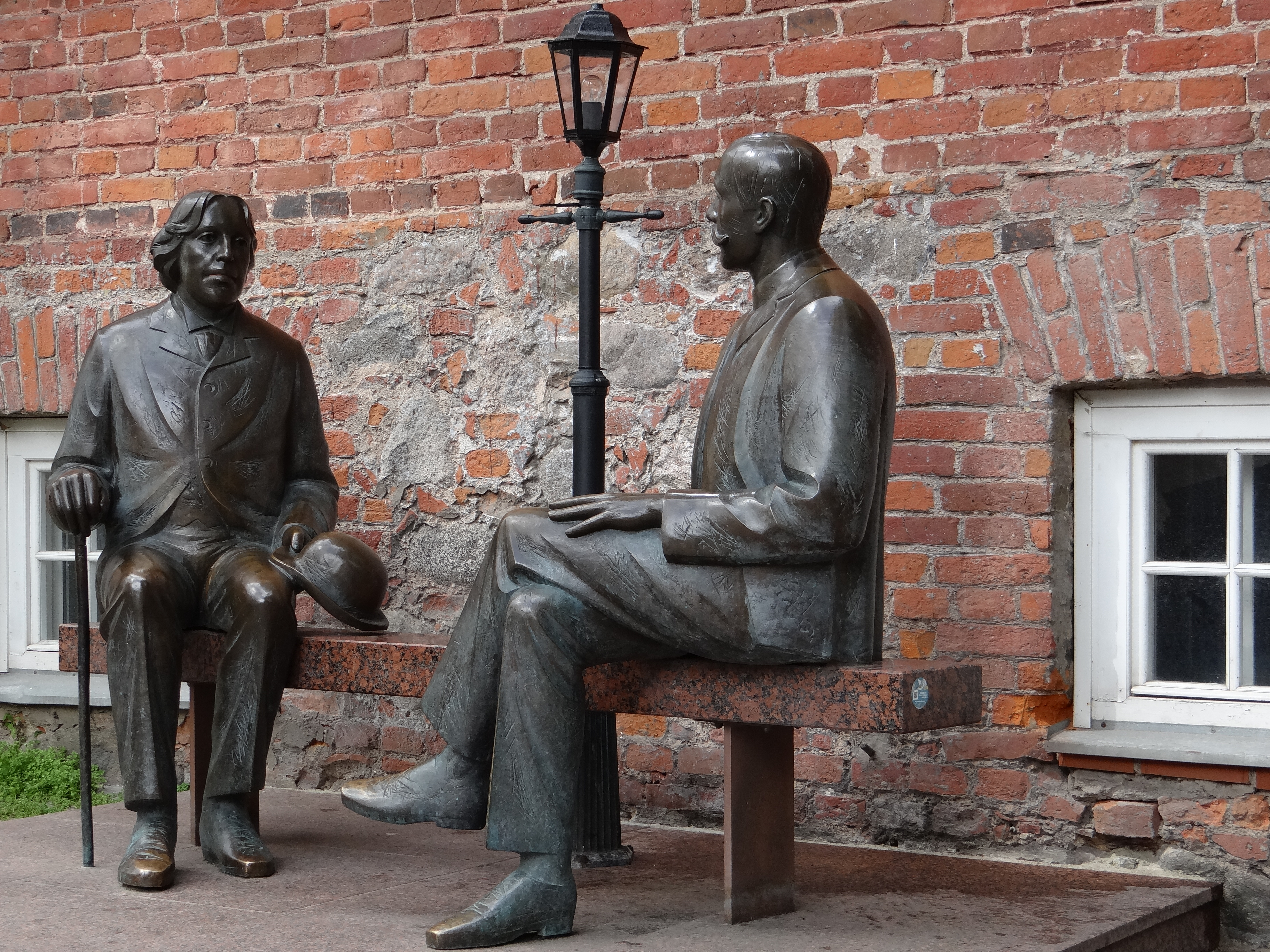
Un memoriale a Tartu (Estonia) su un'immaginaria conversazione tra Oscar Wilde e Eduard Vilde.

Il nome Oscar Wilde si diffuse, superando il confine della carta stampata; già all'epoca del viaggio in America: furono creati dei valzer con i titoli di Non ti scordar di me di Wilde, il Giovanotto ciondolante e Oscar caro!. Oltre alle innumerevoli caricature su carta, l'umorista Eugene Field arrivò a prendere, camuffandosi, le sue sembianze. Ci fu anche una versione pirata della sua prima opera. Su Wilde sono state organizzate conferenze internazionali a distanza di quasi cento anni dalla sua morte e in suo nome venne chiamato un filone d'argento ("L'Oscar").
Esistono anche agenzie turistiche nei cui programmi vengono proposti come mete di viaggio i luoghi che più hanno distinto la vita di Wilde a Londra. Le sue frasi sono molto popolari e vengono usate tutt’oggi nel settore del merchandising.
Nel 2008, a Oscar Wilde, è stato intitolato il "Premio Wilde Concorso Letterario Europeo" che si ripropone ogni anno, patrocinato dall'Osservatorio Parlamentare Europeo.
Anni dopo la sua morte Reggie Turner scriveva a Robert Sherard affermando che, secondo lui, mai si sarebbe scritto un libro che potesse essere considerato tanto soddisfacente da contenere un personaggio così grande come Oscar Wilde.
Alla sua biografia, scritta da Richard Ellmann, è stato assegnato un Premio Pulitzer.

## Opere
| Tipologia       | Titolo italiano                                    | Titolo originale                                      | Anno |
| --------------- | -------------------------------------------------- | ----------------------------------------------------- | ---- |
| Poesia          | Ravenna                                            | Ravenna                                               | 1878 |
| Poesia          | Poemi                                              | Poems                                                 | 1881 |
| Poesia          | La sfinge                                          | The Sphinx                                            | 1894 |
| Poesia          | La ballata del carcere di Reading                  | The Ballad of Reading Gaol                            | 1898 |
| Romanzi         | Il ritratto di Dorian Gray                         | The Picture of Dorian Gray                            | 1890 |
| Saggi           | Intenzioni                                         | Intentions                                            | 1891 |
| Saggi           | L'anima dell'uomo sotto il socialismo              | The Soul of Man under Socialism                       | 1891 |
| Saggi           | Impressioni dell'America                           | Personal Impressions of America                       | 1896 |
| Opere teatrali  | Vera o i nichilisti                                | Vera, Or the Nihilists                                | 1880 |
| Opere teatrali  | La duchessa di Padova                              | The Duchess of Padua                                  | 1883 |
| Opere teatrali  | Salomè                                             | Salomé                                                | 1891 |
| Opere teatrali  | Il ventaglio di Lady Windermere                    | Lady Windermere's Fan                                 | 1892 |
| Opere teatrali  | Una donna senza importanza                         | A Woman of No Importance                              | 1893 |
| Opere teatrali  | Un marito ideale                                   | An Ideal Husband                                      | 1895 |
| Opere teatrali  | L'importanza di chiamarsi Ernesto                  | The Importance of Being Earnest                       | 1895 |
| Opere teatrali  | La santa cortigiana o La donna coperta di gioielli | La sainte courtisane or the woman covered with jewels | 1908 |
| Opere teatrali  | Una tragedia fiorentina                            | A Florentine Tragedy                                  | 1908 |
| Prosa           | Il fantasma di Canterville                         | The Canterville Ghost                                 | 1887 |
| Prosa           | Il principe felice e altri racconti                | The Happy Prince and Other Tales                      | 1888 |
| Prosa           | Il delitto di Lord Arthur Savile                   | Lord Arthur Savile's Crime                            | 1891 |
| Prosa           | La casa dei melograni                              | A House of Pomegranates                               | 1891 |
| Prosa           | Il ritratto di Mr W.H.                             | The Portrait of Mr. W. H.                             | 1889 |
| Lettere         | De profundis                                       | De profundis                                          | 1905 |
| Lettere         | Le lettere di Oscar Wilde                          | The Letters of Oscar Wilde                            | 2000 |
| Poesia in prosa | Poesie in prosa                                    | Poems in Prose                                        | 1894 |

- Teleny (Teleny or The Reverse of the Medal, Parigi, 1893) romanzo attribuito a Wilde, anche se nell'opera il suo tratto caratteristico non si riscontra.[213]
- Des Grieux (1899): romanzo a tema omosessuale, mai reso disponibile al pubblico, sarà pubblicato dalla University of British Columbia dal ricercatore Justin O'Hearn. Esiste in sole 3 copie[N 45].

### Aforismi

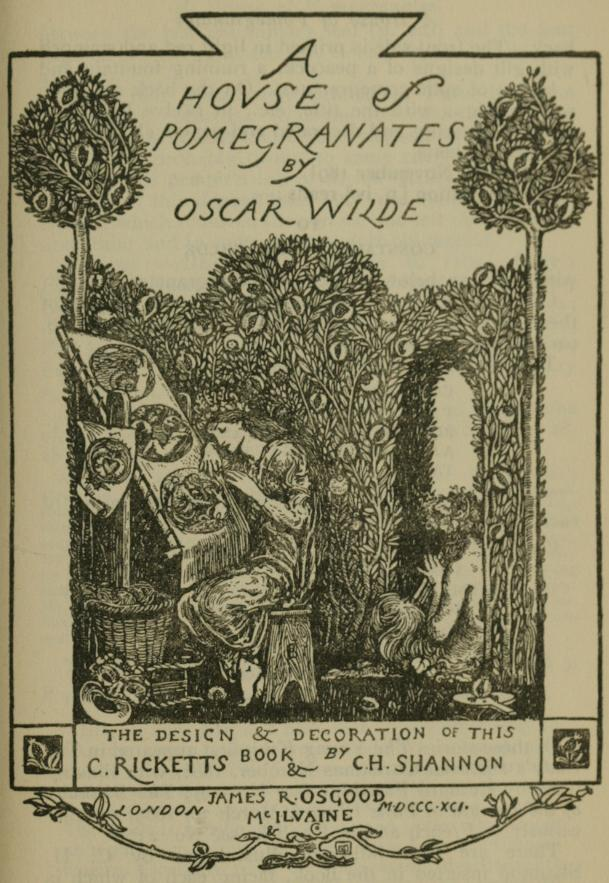
Una casa di melograni (frontespizio).

Wilde non pubblicò mai una raccolta di aforismi: chi ne parla, quindi, li estrapola dall'intero corpus delle sue opere. Eppure proprio gli aforismi rappresentano la quintessenza del suo stile di vita, di pensiero e di scrittura. In vita, il pensiero di creare tale raccolta gli venne una volta, poco prima di recarsi in Francia, nel 1897, quando era ancora nel carcere di Reading, ma a tale progetto non seguì mai una realizzazione. L'idea di una raccolta di questo genere fu condivisa anche da altri, infatti ne apparvero alcune, già prima del processo: Phrases and Philosophies for the use of the Young e la prefazione del romanzo The Picture of Dorian Gray (datato 1891), che fu interamente composta da suoi aforismi. Ross pubblicò, per sostentarlo economicamente dopo il carcere, la raccolta Aforismi di Sebastian Melmoth.
La sua abilità nel cimentarsi negli aforismi è ritenuta da molti impareggiabile.

## Film su Oscar Wilde

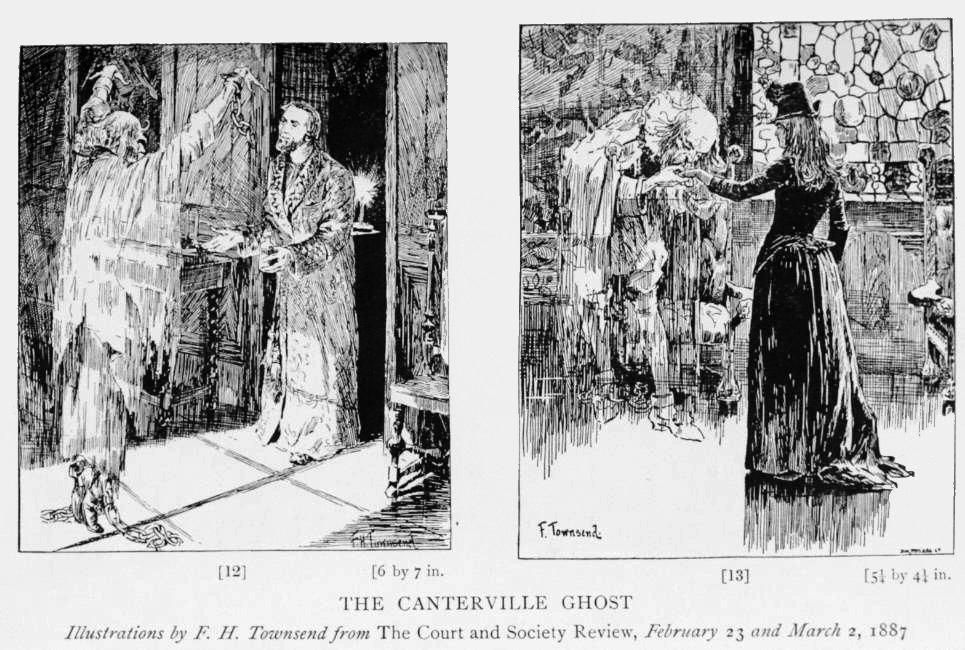
Illustrazione da The Canterville Ghost.

Nel corso degli anni la figura di Oscar Wilde è apparsa innumerevoli volte sul palcoscenico della tv, del cinema e del teatro, mentre le opere da lui create sono state ampiamente usate sia direttamente sia indirettamente come fonte di idee per molti registi e produttori. Fra tutte Il ritratto di Dorian Gray, già nel 1910, e maggiormente nel 1945, quando la versione prodotta dalla MGM fu candidata a tre Premi Oscar grazie anche all'interpretazione di Angela Lansbury. Nel 2009 è stato proiettato nelle sale cinematografiche il thriller psicologico Dorian Gray, diretto da Oliver Parker e con protagonista Ben Barnes. Del 2018 è The Happy Prince - L'ultimo ritratto di Oscar Wilde, di e con Rupert Everett.

## Teatro su Oscar Wilde
Nel corso degli anni le interpretazioni teatrali delle vicende di Wilde sono innumerevoli; tra le più famose vi sono: Diversions and delights, Atti osceni - I tre processi di Oscar Wilde e The Judas Kiss.. Tra i vari attori che nel tempo ne hanno interpretato il ruolo vi sono stati tra gli altri: Vincent Price, Simon Callow, Liam Neeson, Rupert Everett e Romolo Valli.

## Opere tradotte in italiano
- Il ritratto di Dorian Gray, Mattioli, 1885, Fidenza, 2012, traduzione di Nicola Manuppelli, ISBN 978-88-6261-302-6
- Il delitto di Lord Arthur Savile, Mattioli, 1885, Fidenza, 2013, ISBN 978-88-6261-323-1
- L'arte, la vita e altre menzogne, Mattioli, 1885, Fidenza, 2011, traduzione di Angelica Chondrogiannis, ISBN 978-88-6261-183-1
- La ballata del carcere di Reading, In transito, Milano, 2022, tavole di Frans Masereel, traduzione di Luca Sanfilippo, (con testo originale) ISBN 979-12-81011-08-3